# 刑事コロンボ

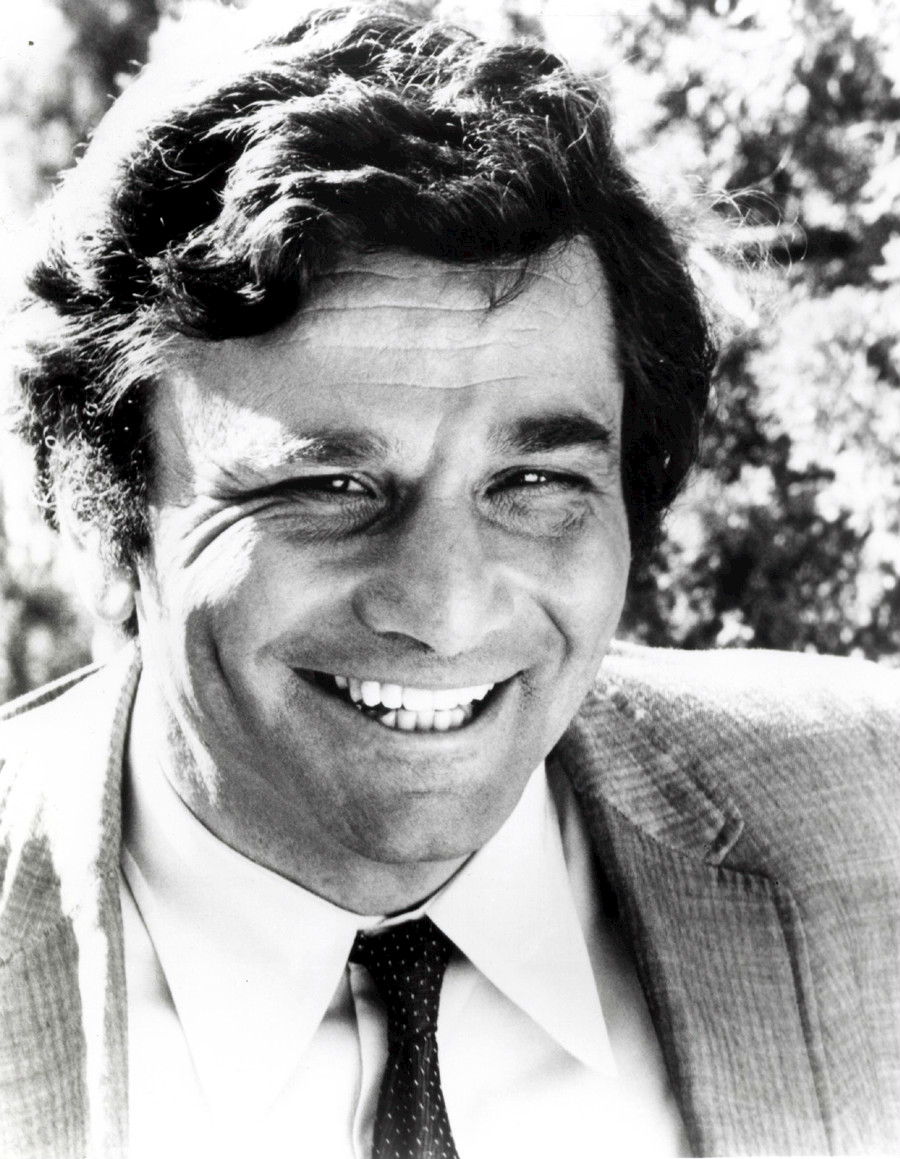
Autumn 1973（NBCテレビ）

『刑事コロンボ』（けいじコロンボ、原題: Columbo）は、アメリカ合衆国で制作・放映されたサスペンス・テレビ映画シリーズである。全69話。
日本においては、アメリカでの初放映が1968年から1978年までの45本は『刑事コロンボ（けいじコロンボ）』、アメリカでの初放映が1989年から2003年までの24本は『新・刑事コロンボ（しん・けいじコロンボ）』との邦題で放映された。

## 概要
制作はユニヴァーサル映画。リチャード・レビンソンとウィリアム・リンク（Levinson & Link）原作・原案によるテレビミステリー・シリーズ。
『アルフレッド・ヒッチコック・ミステリー・マガジン』1960年3月号に掲載されたリチャード・レヴィンソンとウィリアム・リンクによる「愛しい死体」（「May I come in?」、掲載時のタイトルは「Dear Corpus Delicti」）は皮肉な結末が読者に鮮烈な印象を与えた（邦題は『ミステリマガジン』（早川書房）2011年11月号掲載の邦訳版に拠る）。この作品にコロンボ警部は登場しないが、登場するニューヨーク市警のフィッシャー警部に後のコロンボ警部を予感することはできる。また、この作品で使われたアリバイトリックは『刑事コロンボ』の「殺人処方箋」にも使用されている。
レヴィンソンとリンクは、クライムノベル的だった「愛しい死体」を倒叙ものにすると共に犯人と探偵役との対決物語へとつくりかえ、1960年に『The Chevy Mystery Show』内で放送されたエピソード「Enough Rope」とした。「Enough Rope」に探偵役を登場させるにあたり、レヴィンソンとリンクは『罪と罰』でラスコーリニコフを追い詰めるペトローヴィチ判事を参考にコロンボ警部というキャラクターを創造した。「Enough Rope」でコロンボ警部を演じたのはバート・フリードで、フリードにとっては数多く演じた刑事役の1作品に過ぎず、自身の印象にも残らない作品であった。

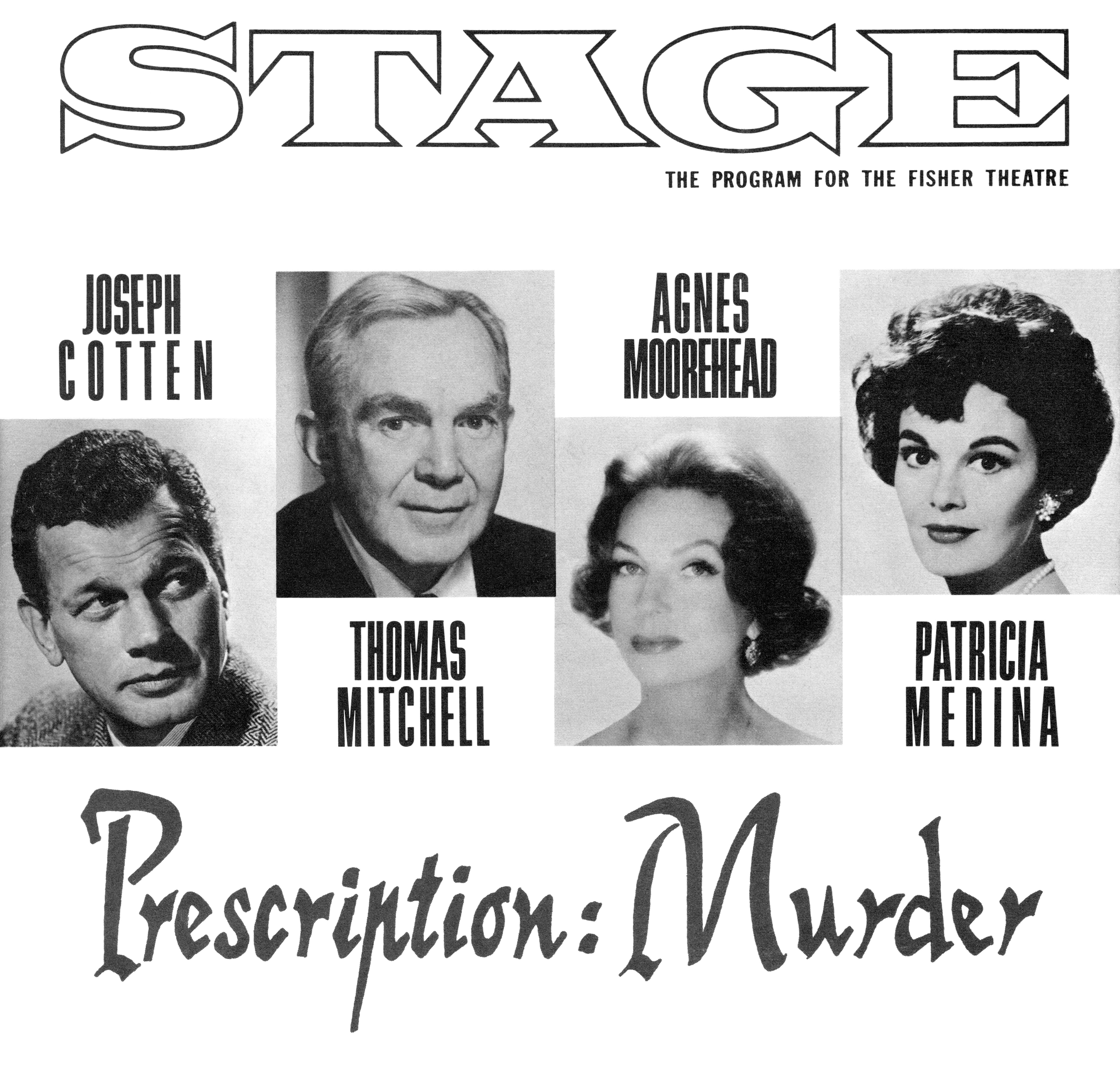
舞台『殺人処方箋』（1962年）

演劇ファンであり、劇作家になることを夢見ていたレヴィンソンとリンクは「Enough Rope」をボリュームアップさせ再構築し、『殺人処方箋（Prescription: Murder』を書きあげた。大物プロデューサーであるポール・グレゴリーの手により、コロンボ警部役をトーマス・ミッチェル、犯人の精神科医ロイ・フレミング役をジョゼフ・コットンといった豪華キャストで、サンフランシスコを皮切りに25週にわたってアメリカ-カナダツアーが行われ、大成功に終わった。この公演では主役は犯人役のコットンであったが、それを上回る喝采をミッチェルが受け、観客にとってコロンボ警部が真の主役であることの証左となった。後にコロンボ警部のトレードマークの1つとなるレインコートは未だ着用されておらず、フリード版ではトップコート、ミッチェル版ではオーバーコートを着用している。また、舞台版はニューヨークを舞台とする点でも後のテレビシリーズとは異なる。そういった後のテレビ番組との差異もあるが、「あと1つだけ」「うちのカミさん」「あたしたちはプロ、犯人は所詮素人」といったテレビシリーズでもコロンボ警部の名台詞となるような台詞は既に舞台版の台詞として脚本に記されており、犯人とコロンボ警部の緊迫したやり取りもあるなど、コロンボ警部のキャラクター像は舞台版で明確になったと言える。
しかしながら、ミッチェルは体調不良のため舞台を途中降板し、その後、世を去ることになる。レヴィンソンとリンクはミッチェルに代わる役者を探したが、ミッチェル同様に年老いた俳優を探したために適役が見つからなかった。『ポケット一杯の幸福』でミッチェルと共演したことのある「目つきのよくない“怪優”」ピーター・フォークをコロンボ警部役に、舞台版の脚本をさらにひねったアレンジで1968年に再度テレビ版単発作品をパイロット版が製作される。フォークにとっては、初めての本格的な刑事ドラマとなった。
1968年から1978年まで45本がNBC（1971年から「NBCミステリー・ムービー」という番組枠）で放送され（邦題『刑事コロンボ（けいじコロンボ）』。英語表記を片仮名で表す場合はコロムボとなる場合もある）、1989年から2003年までの24本はABCで放送された（邦題『新・刑事コロンボ（しん・けいじコロンボ）』）。原題はすべて『Columbo』で、オープニングタイトルでは一貫して「Peter Falk as Columbo」とのテロップが表示された。
独特のテンポで進むストーリーで、知的で社会的地位も高い犯人が完全犯罪を目論むも、一見愚鈍で無害そうなコロンボ警部にアリバイを突き崩され、自ら破滅の道を転落する必罰的展開ながら、コロンボ警部と犯人との駆引き、静かにそして確実に追い詰められて行く犯人の内面の葛藤・焦りといった感情描写や、コロンボ警部のユーモラスな台詞回しなど、そのいずれもが味わいのある1話完結の人間ドラマとなっている。脚本家も監督もメインと呼べるほど多数を担当をした者はおらず、基本設定を厳守した中で各自の個性を発揮する競作となっていることもあって、設定を深追いしていくようなキャラクター・ドラマの方向へは進まなかった。
2010年にはコロンボ警部をダーク・ベネディクト、ロイ・フレミングをパトリック・ライカートで『殺人処方箋』舞台版がイギリス各地で上演されている。この公演は好評に終わり、2011年にキャストを替えて再演が行われた。

## 作品の特徴

### 倒叙ミステリー
最初に完全犯罪を企む犯人の周到な犯行を視聴者に見せた後、一見して隙のない犯人が見落としたほんの僅かな手がかりを元にして、コロンボ警部が犯行を突き止める物語となっている。これはもともと「犯人が主役のクライムノベル」であったものを舞台化するにあたって、主人公の犯人と主人公を追い詰める探偵役の構図に再編した経緯による（上記#概要参照）。
これは、ミステリー小説では倒叙物と呼ばれる形式である。倒叙物はイギリスの作家オースティン・フリーマンが「読者が（作中の）犯罪を目撃し、推理に必要な事実を全て読者に提供しておくような探偵小説は書けるだろうか?」と提唱し、実際に執筆したことに始まる。レビンソンとリンクは共著『Stay Tuned: An inside Look at the Making of Prime Time Television』（1982年）で、フリーマンの影響を受けていたことを認めると共に、倒叙物の形式がテレビ番組に使えることをパイロット版制作を経て直観したと語っている。
また、日本においては「倒叙物」の説明を行う際には、日本のテレビドラマ『古畑任三郎』と並んで代表作に挙げられ、「『刑事コロンボ』のような作品」と説明されることも多い。

### キャスト

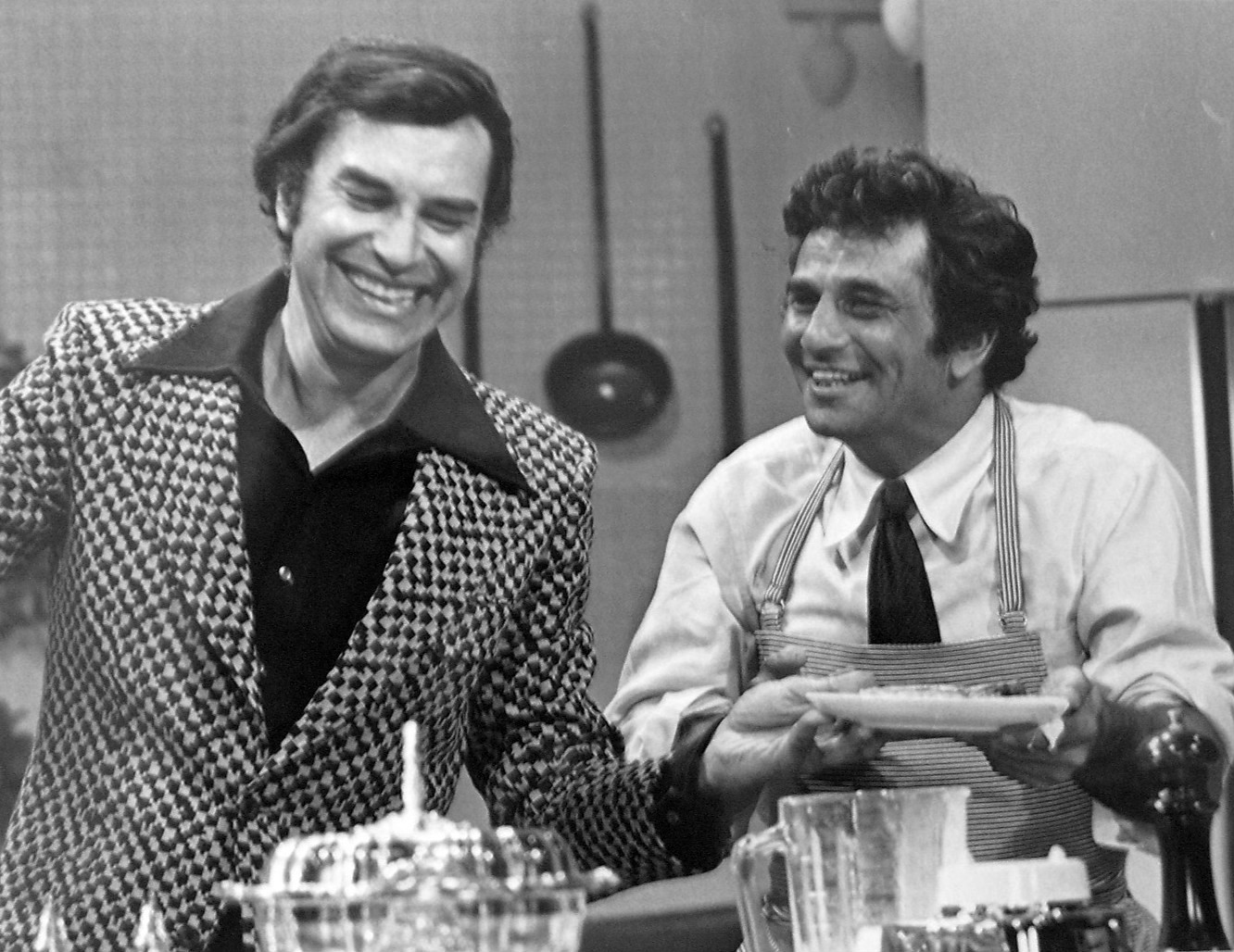
1973年3月25日放送「二つの顔」 マーティン・ランドーとピーター・フォーク（NBCテレビ）

犯人は医者や弁護士、作家、会社重役、スターなど地位や名声のある知識人、有名人であることが多く、犯行動機も権力欲や遺産目的によるものが多い。そのため、犯人はコロンボに追い詰められていても高飛びするわけにはいかず、己の破滅を待つだけの焦りが描かれる。知能犯である彼らの犯行はいずれも緻密かつ周到で、コロンボから追及されても鮮やかにかわしていく。これら特権階級（エスタブリッシュメント）の世界をうかがわせること、そしてそれらの人々が作り上げた完全犯罪を覆していくことにこの作品の魅力があるといえよう。原案者のリンクとレビンソンは、コロンボの庶民的で凡庸なキャラクターの対比を鮮明にするため犯人を特権階級に設定したと語っている。
レギュラーキャラクターはコロンボのみである。同僚の刑事なども顔ぶれは一定せず、同一刑事の出演は長いシリーズ中に2-3回程度で、固定された者はいない。そのためよりコロンボと犯人という二人の主人公の対決に焦点が絞られ、どのエピソードから見ても問題のない構成となっている。
テレビドラマでは、ともすると視聴率重視のために短い時間で様々な要素が盛り込まれがちだが、本作では暴力や性的描写が存在せず（新シリーズの一部エピソードを除く）、ドラマは犯人とコロンボの心理戦を中心に進められる。

## 各タイトル・スタッフ一覧

### 刑事コロンボ（旧シリーズ）
アメリカで放送された年：1968年と1971年から1978年まで
| 放送回                                               | 初回放送日           | 初回放送日           | タイトル                                         | 監督                        | 脚本 |
| 放送回                                               | アメリカ             | 日本                 | タイトル                                         | 監督                        | 脚本 |
| 単発放送版（1968年）                                 | 単発放送版（1968年） | 単発放送版（1968年） | 単発放送版（1968年）                             | 単発放送版（1968年）        | 単発放送版（1968年）                                                                                                |
| ---------------------------------------------------- | -------------------- | -------------------- | ------------------------------------------------ | --------------------------- | --- |
| 1                                                    | 1968年2月20日        | 1972年8月27日        | 殺人処方箋 "Prescription: Murder"                | リチャード・アーヴィング    | リチャード・レヴィンソン &ウィリアム・リンク                                                                        |
| 上記の話はシリーズ前に作られた単発作（本来は舞台劇） |                      |                      |                                                  |                             | |
| パイロット版（1971年）                               |                      |                      |                                                  |                             | |
| 2                                                    | 1971年3月1日         | 1973年4月22日        | 死者の身代金 "Ransom for a Dead Man"             | リチャード・アーヴィング    | ディーン・ハーグローブ                                                                                              |
| 第1シーズン（1971年 - 1972年）                       |                      |                      |                                                  |                             | |
| 3                                                    | 1971年9月15日        | 1972年11月26日       | 構想の死角 "Murder by the Book"                  | スティーヴン・スピルバーグ  | スティーブン・ボチコ                                                                                                |
| 4                                                    | 1971年10月6日        | 1973年1月21日        | 指輪の爪あと "Death Lends a Hand"                | バーナード・L・コワルスキー | レヴィンソン&リンク                                                                                                 |
| 5                                                    | 1971年10月27日       | 1972年9月24日        | ホリスター将軍のコレクション "Dead Weight"       | ジャック・スマイト          | ジョン・T・デュガン                                                                                                 |
| 6                                                    | 1971年11月17日       | 1972年10月22日       | 二枚のドガの絵 "Suitable for Framing"            | ハイ・アヴァーバック        | ジャクソン・ギリス                                                                                                  |
| 7                                                    | 1971年12月15日       | 1972年12月17日       | もう一つの鍵 "Lady in Waiting"                   | ノーマン・ロイド            | スティーブン・ボチコ                                                                                                |
| 8                                                    | 1972年1月9日         | 1973年3月18日        | 死の方程式 "Short Fuse"                          | エドワード・M・エイブラムス | ジャクソン・ギリス                                                                                                  |
| 9                                                    | 1972年2月9日         | 1973年2月25日        | パイルD-3の壁 "Blueprint for Murder"             | ピーター・フォーク          | スティーブン・ボチコ                                                                                                |
| 第2シーズン（1972年 - 1973年）                       |                      |                      |                                                  |                             | |
| 10                                                   | 1972年9月17日        | 1973年9月30日        | 黒のエチュード "Etude in Black"                  | ニコラス・コラサント        | スティーブン・ボチコ                                                                                                |
| 11                                                   | 1972年10月15日       | 1973年5月27日        | 悪の温室 "The Greenhouse Jungle"                 | ボリス・セイガル            | ジョナサン・ラティマー                                                                                              |
| 12                                                   | 1972年11月5日        | 1973年6月24日        | アリバイのダイヤル "The Most Crucial Game"       | ジェレミー・ケイガン        | ジョン・T・デュガン                                                                                                 |
| 13                                                   | 1972年11月26日       | 1973年7月29日        | ロンドンの傘 "Dagger of the Mind"                | リチャード・クワイン        | ジャクソン・ギリス                                                                                                  |
| 14                                                   | 1973年1月21日        | 1973年8月26日        | 偶像のレクイエム "Requiem for a Falling Star"    | リチャード・クワイン        | ジャクソン・ギリス                                                                                                  |
| 15                                                   | 1973年2月11日        | 1973年10月28日       | 溶ける糸 "A Stitch in Crime"                     | ハイ・アヴァーバック        | シリル・ヘンドリックス                                                                                              |
| 16                                                   | 1973年3月4日         | 1973年11月25日       | 断たれた音 "The Most Dangerous Match"            | エドワード・M・エイブラムス | ジャクソン・ギリス                                                                                                  |
| 17                                                   | 1973年3月25日        | 1973年12月23日       | 二つの顔 "Double Shock"                          | ロバート・バトラー          | スティーブン・ボチコ ピーター・アラン・フィールズ                                                                   |
| 第3シーズン（1973年 - 1974年）                       |                      |                      |                                                  |                             | |
| 18                                                   | 1973年9月23日        | 1974年9月14日        | 毒のある花 "Lovely but Lethal"                   | ヤノット・シュワルツ        | ジャクソン・ギリス                                                                                                  |
| 19                                                   | 1973年10月7日        | 1974年6月29日        | 別れのワイン "Any Old Port in a Storm"           | レオ・ペン                  | スタンリー・ラルフ・ロス 原案：ラリー・コーエン                                                                     |
| 20                                                   | 1973年11月4日        | 1974年8月17日        | 野望の果て "Candidate for Crime"                 | ボリス・セイガル            | アービング・パールバーグ アルビン・R・フリードマン ローランド・キビー ディーン・ハーグローブ 原案：ラリー・コーエン |
| 21                                                   | 1973年12月16日       | 1974年8月10日        | 意識の下の映像 "Double Exposure"                 | リチャード・クワイン        | スティーブン・J・キャネル                                                                                           |
| 22                                                   | 1974年1月18日        | 1974年12月14日       | 第三の終章 "Publish or Perish"                   | ロバート・バトラー          | ピーター・S・フィッシャー                                                                                           |
| 23                                                   | 1974年2月10日        | 1974年8月31日        | 愛情の計算 "Mind Over Mayhem"                    | アルフ・ケリン              | スティーブン・ボチコ ディーン・ハーグローブ ローランド・キビー                                                      |
| 24                                                   | 1974年3月3日         | 1974年9月21日        | 白鳥の歌 "Swan Song"                             | ニコラス・コラサント        | デビッド・レイフェル                                                                                                |
| 25                                                   | 1974年5月5日         | 1974年10月5日        | 権力の墓穴 "A Friend in Deed"                    | ベン・ギャザラ              | ピーター・S・フィッシャー                                                                                           |
| 第4シーズン（1974年 - 1975年）                       |                      |                      |                                                  |                             | |
| 26                                                   | 1974年9月15日        | 1975年12月27日       | 自縛の紐 "An Exercise in Fatality"               | バーナード・L・コワルスキー | ピーター・S・フィッシャー 原案：ラリー・コーエン                                                                    |
| 27                                                   | 1974年10月6日        | 1975年12月20日       | 逆転の構図 "Negative Reaction"                   | アルフ・ケリン              | ピーター・S・フィッシャー                                                                                           |
| 28                                                   | 1974年10月27日       | 1976年1月10日        | 祝砲の挽歌 "By Dawn's Early Light"               | ハーヴェイ・ハート          | ハワード・バーク |
| 29                                                   | 1975年2月9日         | 1976年1月3日         | 歌声の消えた海 "Troubled Waters"                 | ベン・ギャザラ              | ウィリアム・ドリスキル                                                                                              |
| 30                                                   | 1975年3月2日         | 1976年12月11日       | ビデオテープの証言 "Playback"                    | バーナード・L・コワルスキー | デビッド・P・ルイス ブッカー・T・ブラッドショー                                                                     |
| 31                                                   | 1975年4月27日        | 1976年12月18日       | 5時30分の目撃者 "A Deadly State of Mind"         | ハーヴェイ・ハート          | ピーター・S・フィッシャー                                                                                           |
| 第5シーズン（1975年 - 1976年）                       |                      |                      |                                                  |                             | |
| 32                                                   | 1975年9月14日        | 1977年1月3日         | 忘れられたスター "Forgotten Lady"                | ハーヴェイ・ハート          | ウィリアム・ドリスキル                                                                                              |
| 33                                                   | 1975年10月12日       | 1976年12月25日       | ハッサン・サラーの反逆 "A Case of Immunity"      | テッド・ポスト              | ルー・シャウ |
| 34                                                   | 1975年11月2日        | 1977年9月24日        | 仮面の男 "Identity Crisis"                       | パトリック・マクグーハン    | ウィリアム・ドリスキル                                                                                              |
| 35                                                   | 1976年2月1日         | 1977年10月1日        | 闘牛士の栄光 "A Matter of Honor"                 | テッド・ポスト              | ブラッド・ラドニッツ                                                                                                |
| 36                                                   | 1976年2月29日        | 1977年12月31日       | 魔術師の幻想 "Now You See Him"                   | ハーヴェイ・ハート          | マイケル・スローン                                                                                                  |
| 37                                                   | 1976年5月2日         | 1977年10月8日        | さらば提督 "Last Salute to the Commodore"        | パトリック・マクグーハン    | ジャクソン・ギリス                                                                                                  |
| 第6シーズン（1976年 - 1977年）                       |                      |                      |                                                  |                             | |
| 38                                                   | 1976年10月10日       | 1977年12月17日       | ルーサン警部の犯罪 "Fade in to Murder"           | バーナード・L・コワルスキー | ルー・シャウ ピーター・S・フェイブルマン                                                                            |
| 39                                                   | 1976年11月28日       | 1977年12月24日       | 黄金のバックル "Old Fashioned Murder"            | ロバート・ダグラス          | ピーター・S・フェイブルマン                                                                                         |
| 40                                                   | 1977年5月22日        | 1978年5月20日        | 殺しの序曲 "The Bye-Bye Sky High IQ Murder Case" | サム・ワナメイカー          | ロバート・マルコム・ヤング                                                                                          |
| 第7シーズン（1977年 - 1978年）                       |                      |                      |                                                  |                             | |
| 41                                                   | 1977年11月21日       | 1978年4月8日         | 死者のメッセージ "Try and Catch Me"              | ジェームズ・フローリー      | ジーン・トンプソン &ポール・タッカホー                                                                              |
| 42                                                   | 1978年1月30日        | 1978年5月27日        | 美食の報酬 "Murder Under Glass"                  | ジョナサン・デミ            | ロバート・バン ・スコヤック                                                                                         |
| 43                                                   | 1978年2月28日        | 1979年1月2日         | 秒読みの殺人 "Make Me a Perfect Murder"          | ジェームズ・フローリー      | ロバート・ブリーズ                                                                                                  |
| 44                                                   | 1978年4月15日        | 1979年1月4日         | 攻撃命令 "How to Dial a Murder"                  | ジェームズ・フローリー      | トム・ラザラス |
| 45                                                   | 1978年5月13日        | 1979年1月3日         | 策謀の結末 "The Conspirators"                    | レオ・ペン                  | ハワード・バーク |

### 新・刑事コロンボ（新シリーズ）
アメリカで放送された年：1989年から2003年まで
| 放送回                                           | 初回放送日            | 初回放送日            | タイトル | 監督                       | 脚本                                                     |
| 放送回                                           | アメリカ              | 日本                  | タイトル | 監督                       | 脚本                                                     |
| 第8シーズン（1989年）                            | 第8シーズン（1989年） | 第8シーズン（1989年） | 第8シーズン（1989年）                                                                                        | 第8シーズン（1989年）      | 第8シーズン（1989年）                                    |
| ------------------------------------------------ | --------------------- | --------------------- | --- | -------------------------- | -------------------------------------------------------- |
| 46                                               | 1989年2月6日          | 1993年5月7日          | 汚れた超能力 "Columbo Goes to the Guillotine"                                                                | レオ・ペン                 | ウィリアム・リード・ウッドフィールド                     |
| 47                                               | 1989年2月27日         | 1993年6月4日          | 狂ったシナリオ "Murder, Smoke and Shadows"                                                                   | ジェームズ・フローリー     | リチャード・アラン・シモンズ                             |
| 48                                               | 1989年4月3日          | 1993年7月2日          | 幻の娼婦 "Sex and the Married Detective"                                                                     | ジェームズ・フローリー     | ジェラルド・リー・ルドウィッツ                           |
| 49                                               | 1989年5月1日          | 1993年9月17日         | 迷子の兵隊 "Grand Deceptions"                                                                                | サム・ワナメイカー         | シイ・サルコッツ                                         |
| 第9シーズン（1989年 - 1990年）                   |                       |                       | |                            |                                                          |
| 50                                               | 1989年11月25日        | 1994年11月4日         | 殺意のキャンバス "Murder, a Self-Portrait"                                                                   | ジム・フローリー           | ロバート・シャーマン                                     |
| 51                                               | 1990年1月20日         | 1994年6月17日         | だまされたコロンボ "Columbo Cries Wolf"                                                                      | ダリル・デューク           | ウィリアム・リード・ウッドフィールド                     |
| 52                                               | 1990年2月10日         | 1995年3月17日         | 完全犯罪の誤算 "Agenda for Murder"                                                                           | パトリック・マクグーハン   | ジェフリー・ブルーム                                     |
| 53                                               | 1990年3月31日         | 1995年4月14日         | かみさんよ、安らかに "Rest in Peace, Mrs. Columbo"                                                           | ヴィンセント・マケヴィティ | ピーター・S・フィッシャー                                |
| 54                                               | 1990年4月28日         | 1994年12月2日         | 華麗なる罠 "Uneasy Lies the Crown"                                                                           | アラン・J・レヴィ          | スティーブン・ボチコ                                     |
| 55                                               | 1990年5月14日         | 1994年10月14日        | マリブビーチ殺人事件 "Murder in Malibu"                                                                      | ウォルター・E・グローマン  | ジャクソン・ギリス                                       |
| 第10シーズン / スペシャル番組（1990年 - 2003年） |                       |                       | |                            |                                                          |
| 56                                               | 1990年12月9日         | 1994年5月6日          | 殺人講義 "Columbo Goes to College"                                                                           | E・W・スワックハマー       | ジェフリー・ブルーム                                     |
| 57                                               | 1991年2月20日         | 1995年10月20日        | 犯罪警報 "Caution: Murder Can Be Hazardous to Your Health"                                                   | ダリル・デューク           | ソニア・ウルフ パトリシア・フォード エイプリル・レイネル |
| 58                                               | 1991年4月29日         | 1995年5月12日         | 影なき殺人者 "Columbo and the Murder of a Rock Star"                                                         | アラン・J・レヴィ          | ウィリアム・リード・ウッドフィールド                     |
| 59                                               | 1991年12月15日        | 1993年5月7日          | 大当たりの死 "Death Hits the Jackpot"                                                                        | ヴィンセント・マケヴィティ | ジェフリー・ブルーム                                     |
| 60                                               | 1992年3月15日         | 1997年4月4日          | 初夜に消えた花嫁 "No Time to Die"                                                                            | アラン・J・レヴィ          | ロバート・バン・スコヤック                               |
| 61                                               | 1992年11月22日        | 1997年10月3日         | 死者のギャンブル "A Bird in the Hand..."                                                                     | ヴィンセント・マケヴィティ | ジャクソン・ギリス                                       |
| 62                                               | 1993年10月31日        | 1999年5月7日          | 恋におちたコロンボ "It's All In The Game"                                                                    | ヴィンセント・マケヴィティ | ピーター・フォーク                                       |
| 63                                               | 1994年1月10日         | 1998年10月16日        | 4時02分の銃声 "Butterfly In Shades Of Grey"                                                                  | デニス・デューガン         | ピーター・S・フィッシャー                                |
| 64                                               | 1994年5月2日          | 1999年11月12日        | 死を呼ぶジグソー "Undercover"                                                                                | ヴィンセント・マクヴィティ | ゲーリー・デイ 原作：エド・マクベイン                    |
| 65                                               | 1995年5月8日          | 2000年3月31日         | 奇妙な助っ人 "Strange Bedfellows"                                                                            | ヴィンセント・マケヴィティ | ローレンス・ヴァイル                                     |
| 66                                               | 1997年5月15日         | 2001年4月13日         | 殺意の斬れ味 "A Trace of Murder"                                                                             | ヴィンセント・マケヴィティ | チャールス・キッズ                                       |
| 67                                               | 1998年10月8日         | 1999年9月23日         | 復讐を抱いて眠れ "Ashes to Ashes"                                                                            | パトリック・マクグーハン   | ジェフリー・ハッチャー                                   |
| 68                                               | 2001年3月12日         | 2001年7月8日          | 奪われた旋律 "Murder With Too Many Notes"                                                                    | パトリック・マクグーハン   | ジェフリー・ケーヴァ パトリック・マクグーハン            |
| 69                                               | 2003年1月30日         | 2004年2月7日          | 殺意のナイトクラブ （BD版の題名） 虚飾のオープニング・ナイト （WOWOW版の題名） "Columbo Likes the Nightlife" | ジェフリー・ライナー       | マイケル・アレイモ                                       |

## ゲスト出演者
ゲストスターは犯人を演じるのが原則であるが、「初夜に消えた花嫁」など、例外もある。

### 刑事コロンボ（旧シリーズ）
アメリカで放送された年：1968年と1971年から1978年まで
| 放送回                                               | タイトル                                         | ゲストスターの役柄                                                           | ゲストスター                                  | ゲストスター声優                               | 共演 （太字は被害者役） |                                                             |                                                             |                                                             |                                                             |                                                             |                                                             |
| 放送回                                               | タイトル                                         | ゲストスターの役柄                                                           | ゲストスター                                  | ゲストスター声優                               | 共演 （太字は被害者役） | ※ゲストスター声優の（）内の人名は完全版における追加キャスト | ※ゲストスター声優の（）内の人名は完全版における追加キャスト | ※ゲストスター声優の（）内の人名は完全版における追加キャスト | ※ゲストスター声優の（）内の人名は完全版における追加キャスト | ※ゲストスター声優の（）内の人名は完全版における追加キャスト | ※ゲストスター声優の（）内の人名は完全版における追加キャスト |
| 単発放送版（1968年）                                 | 単発放送版（1968年）                             | 単発放送版（1968年）                                                         | 単発放送版（1968年）                          | 単発放送版（1968年）                           | 単発放送版（1968年） |                                                             |                                                             |                                                             |                                                             |                                                             |                                                             |
| ---------------------------------------------------- | ------------------------------------------------ | ---------------------------------------------------------------------------- | --------------------------------------------- | ---------------------------------------------- | --- | ----------------------------------------------------------- | ----------------------------------------------------------- | ----------------------------------------------------------- | ----------------------------------------------------------- | ----------------------------------------------------------- | ----------------------------------------------------------- |
| 1                                                    | 殺人処方箋 "Prescription: Murder"                | 精神科医 レイ・フレミング                                                    | ジーン・バリー                                | NHK版：瑳川哲朗 日本テレビ版：若山弦蔵（麦人） | ニナ・フォック（富永美沙子） キャサリン・ジャスティス（加茂良子） ウィリアム・ウィンダム（寺島幹夫） アンソニー・ジェームズ（徳丸完）                                                                                    |                                                             |                                                             |                                                             |                                                             |                                                             |                                                             |
| 上記の話はシリーズ前に作られた単発作（本来は舞台劇） |                                                  |                                                                              |                                               |                                                | |                                                             |                                                             |                                                             |                                                             |                                                             |                                                             |
| パイロット版（1971年）                               |                                                  |                                                                              |                                               |                                                | |                                                             |                                                             |                                                             |                                                             |                                                             |                                                             |
| 2                                                    | 死者の身代金 "Ransom for a Dead Man"             | 女性弁護士 レスリー・ウィリアムス                                            | リー・グラント                                | 山東昭子（弥永和子）                           | ハロルド・グールド（北村弘一） パトリシア・マティック（上田みゆき） ハーラン・ウォード（水島晋） ティモシー・ケリー（鈴木泰明）                                                                                          |                                                             |                                                             |                                                             |                                                             |                                                             |                                                             |
| 第1シーズン（1971年 - 1972年）                       |                                                  |                                                                              |                                               |                                                | |                                                             |                                                             |                                                             |                                                             |                                                             |                                                             |
| 3                                                    | 構想の死角 "Murder by the Book"                  | ミステリー作家 ケン・フランクリン                                            | ジャック・キャシディ                          | 田口計                                         | マーティン・ミルナー（堀勝之祐） ローズマリー・フォーサイス（野口ふみえ） バーバラ・コルビー（林洋子） |                                                             |                                                             |                                                             |                                                             |                                                             |                                                             |
| 4                                                    | 指輪の爪あと "Death Lends a Hand"                | 探偵社社長 ブリマー                                                          | ロバート・カルプ                              | 梅野泰靖                                       | レイ・ミランド（横森久） パトリシア・クローリー（池田昌子） ブレット・ハルゼイ（阪脩） |                                                             |                                                             |                                                             |                                                             |                                                             |                                                             |
| 5                                                    | ホリスター将軍のコレクション "Dead Weight"       | 退役軍人 マーチン・J・ホリスター                                             | エディ・アルバート                            | 久松保夫                                       | スザンヌ・プレシェット（鈴木弘子） ケイト・レイド（高橋和枝） ジョン・カー（中曽根雅夫） ティモシー・ケリー（鈴木泰明）                                                                                                  |                                                             |                                                             |                                                             |                                                             |                                                             |                                                             |
| 6                                                    | 二枚のドガの絵 "Suitable for Framing"            | 美術評論家 ディル・キングストン                                              | ロス・マーティン                              | 西沢利明                                       | キム・ハンター（関弘子） ドン・アメチー（八奈見乗児） ロザンナ・ハフマン（杉山佳寿子） ジョーン・ショウリー（麻生美代子）                                                                                                |                                                             |                                                             |                                                             |                                                             |                                                             |                                                             |
| 7                                                    | もう一つの鍵 "Lady in Waiting"                   | 広告代理店社長の妹 ベス・チャドウィック                                      | スーザン・クラーク                            | 小沢紗季子                                     | レスリー・ニールセン（柴田昌宏） リチャード・アンダーソン（小林恭治） ジェシー・ロイス・ランディス（鈴木光枝） ジョエル・フエルリン（立壁和也）                                                                          |                                                             |                                                             |                                                             |                                                             |                                                             |                                                             |
| 8                                                    | 死の方程式 "Short Fuse"                          | 化学会社専務 ロジャー・スタンフォード                                        | ロディ・マクドウォール                        | 野沢那智                                       | アン・フランシス（翠準子） アイダ・ルピノ（麻生美代子） ジェームズ・グレゴリー（大木民夫） ウィリアム・ウィンダム（村潮正彦） ローレンス・クック（飯塚昭三）                                                             |                                                             |                                                             |                                                             |                                                             |                                                             |                                                             |
| 9                                                    | パイルD-3の壁 "Blueprint for Murder"             | 建築家 エリオット・マーカム                                                  | パトリック・オニール                          | 川辺久造                                       | フォレスト・タッカー（勝田久） ジャニス・ペイジ（中西妙子） パメラ・オースティン（山崎左渡子） ジョン・フィードラー（矢田稔）                                                                                            |                                                             |                                                             |                                                             |                                                             |                                                             |                                                             |
| 第2シーズン（1972年 - 1973年）                       |                                                  |                                                                              |                                               |                                                | |                                                             |                                                             |                                                             |                                                             |                                                             |                                                             |
| 10                                                   | 黒のエチュード "Etude in Black"                  | 天才指揮者 アレックス・ベネディクト                                          | ジョン・カサヴェテス                          | NHK版：長谷川哲夫 日本テレビ版：阪脩           | マーナ・ロイ（本山可久子） ブライス・ダナー（赤沢亜沙子） ジェームズ・オルスン（岡部政明） アンジャネット・カマー（芝田清子） パット・モリタ ドーン・フレイム（杉山佳寿子） ジョージ・ゲインズ                           |                                                             |                                                             |                                                             |                                                             |                                                             |                                                             |
| 11                                                   | 悪の温室 "The Greenhouse Jungle"                 | 蘭栽培家 ジャービス・グッドウィン （原語ではグッドランド）                   | レイ・ミランド                                | NHK版：臼井正明 石田版：小林修                 | ブラッドフォード・ディルマン（山田康雄） ボブ・ディシー（野本礼三） サンドラ・スミス（阪口美奈子） アーレン・マーテル（北浜晴子）                                                                                        |                                                             |                                                             |                                                             |                                                             |                                                             |                                                             |
| 12                                                   | アリバイのダイヤル "The Most Crucial Game"       | フットボールチームの ゼネラルマネージャー ポール・ハンロン                   | ロバート・カルプ                              | 梅野泰靖                                       | ディーン・ストックウェル（森功至） ディーン・ジャガー（真木恭介） ジェームズ・グレゴリー（富田耕生） スーザン・ハワード（武藤礼子） ヴァル・エイヴリー（塩見竜介）                                                       |                                                             |                                                             |                                                             |                                                             |                                                             |                                                             |
| 13                                                   | ロンドンの傘 "Dagger of the Mind"                | 舞台俳優夫婦 ニコラス・フレイム リリアン・スタンホープ                       | リチャード・ベイスハート オナー・ブラックマン | 高橋昌也（稲葉実） 岸田今日子（滝沢久美子）    | ジョン・ウィリアムズ（辻村真人） ウィルフリッド・ハイド=ホワイト（松村彦次郎） バーナード・フォックス（西田昭市） アーサー・マレット（矢田稔）                                                                           |                                                             |                                                             |                                                             |                                                             |                                                             |                                                             |
| 14                                                   | 偶像のレクイエム "Requiem for a Falling Star"    | 大女優 ノーラ・チャンドラー                                                  | アン・バクスター                              | 藤波京子                                       | メル・ファーラー（小山田宗徳） ケヴィン・マッカーシー（家弓家正） イーディス・ヘッド ピッパ・スコット（牧野和子） ウィリアム・ブライアント（寺島幹夫）                                                                   |                                                             |                                                             |                                                             |                                                             |                                                             |                                                             |
| 15                                                   | 溶ける糸 "A Stitch in Crime"                     | 心臓外科医 バリー・メイフィールド                                            | レナード・ニモイ                              | 天田俊明                                       | ウィル・ギア（巌金四郎） アン・フランシス（翠準子） ニタ・タルボット（佐原妙子） ジャレッド・マーティン（津嘉山正種） |                                                             |                                                             |                                                             |                                                             |                                                             |                                                             |
| 16                                                   | 断たれた音 "The Most Dangerous Match"            | チェスプレイヤー エメット・クレイトン                                        | ローレンス・ハーヴェイ                        | 小笠原良知（田原アルノ）                       | ジャック・クラスチェン（松村彦次郎） ロイド・ボクナー（宮田光） ハイディ・ブリュール（未路史圃） マシアス・レイツ（嶋俊介）                                                                                              |                                                             |                                                             |                                                             |                                                             |                                                             |                                                             |
| 17                                                   | 二つの顔 "Double Shock"                          | 料理研究家 デクスター・パリス 銀行家 ノーマン・パリス （一卵性双生児の兄弟） | マーティン・ランドー                          | 滝田裕介                                       | ジャネット・ノーラン（文野朋子） ポール・スチュワート（杉田俊也） ジュリー・ニューマー（清水良英） ティム・オコーナー（保科三良）                                                                                        |                                                             |                                                             |                                                             |                                                             |                                                             |                                                             |
| 第3シーズン（1973年 - 1974年）                       |                                                  |                                                                              |                                               |                                                | |                                                             |                                                             |                                                             |                                                             |                                                             |                                                             |
| 18                                                   | 毒のある花 "Lovely but Lethal"                   | 化粧品会社社長 ビベカ・スコット                                              | ヴェラ・マイルズ                              | 伊藤幸子                                       | マーティン・シーン（伊武雅之） ヴィンセント・プライス（三田松五郎） シアン・バーバラ・アレン（芝田清子） フレッド・ドレイパー（高桐真）                                                                                  |                                                             |                                                             |                                                             |                                                             |                                                             |                                                             |
| 19                                                   | 別れのワイン "Any Old Port in a Storm"           | ワイン醸造会社経営者 エイドリアン・カッシーニ                                | ドナルド・プレザンス                          | 中村俊一（塚田正昭）                           | ジュリー・ハリス（大塚道子） ゲイリー・コンウェイ（加茂嘉久） ダナ・エルカー（神山卓三） ジョイス・ジルソン（北島マヤ） ジョージ・ゲインズ（鈴木泰明） ジョン・マッキャン（鈴木泰明）                                    |                                                             |                                                             |                                                             |                                                             |                                                             |                                                             |
| 20                                                   | 野望の果て "Candidate for Crime"                 | 上院議員候補 ネルソン・ヘイワード                                            | ジャッキー・クーパー                          | 中谷一郎（稲葉実）                             | ケン・スウォフォード（槍田順吉） ジョアン・リンヴィル（稲野和子） テイシャ・スターリング（津田京子） ロバート・カーネス（藤本譲）                                                                                        |                                                             |                                                             |                                                             |                                                             |                                                             |                                                             |
| 21                                                   | 意識の下の映像 "Double Exposure"                 | 心理学者&意識研究所所長 バート・ケプル                                       | ロバート・カルプ                              | 梅野泰靖（小島敏彦）                           | ロバート・ミドルトン（小瀬格） チャック・マッキャン（三宅康夫） ルイーズ・レイサム（幸田弘子） マニュエル・デピナ（杉田俊也）                                                                                            |                                                             |                                                             |                                                             |                                                             |                                                             |                                                             |
| 22                                                   | 第三の終章 "Publish or Perish"                   | 出版社社長 ライリー・グリンリーフ                                            | ジャック・キャシディ                          | 田口計                                         | ミッキー・スピレイン（柴田秀勝） ジョン・チャンドラー（橋爪功） マリエット・ハートレイ（公卿敬子） ジャック・オーブシェン（小林清志）                                                                                    |                                                             |                                                             |                                                             |                                                             |                                                             |                                                             |
| 23                                                   | 愛情の計算 "Mind Over Mayhem"                    | シンクタンク所長 マーシャル・ケイヒル                                        | ホセ・フェラー                                | 鈴木瑞穂                                       | リュー・エアーズ（真木恭介） ロバート・ウォーカー（Jr）（原田大二郎） ジェシカ・ウォルター（谷口香） リー・H・モンゴメリー（手塚学） アート・バタニデス（渡部猛）                                                        |                                                             |                                                             |                                                             |                                                             |                                                             |                                                             |
| 24                                                   | 白鳥の歌 "Swan Song"                             | カントリー歌手 トミー・ブラウン                                              | ジョニー・キャッシュ                          | 外山高士（金尾哲夫）                           | アイダ・ルピノ（麻生美代子） ジョン・デナー（小林修） ソレル・ブーク（大山豊） ビル・マッキニー（伊武雅之） ヴァン・ダイク（戸部光代）                                                                                   |                                                             |                                                             |                                                             |                                                             |                                                             |                                                             |
| 25                                                   | 権力の墓穴 "A Friend in Deed"                    | 警察本部次長 マーク・ハルプリン                                              | リチャード・カイリー                          | 北村和夫（筈見純）                             | ローズマリー・マーフィ（白坂道子） マイケル・マクガイア（山本勝） ヴァル・エイヴリー（金井大） ジョン・フィネガン（和田啓）                                                                                              |                                                             |                                                             |                                                             |                                                             |                                                             |                                                             |
| 第4シーズン（1974年 - 1975年）                       |                                                  |                                                                              |                                               |                                                | |                                                             |                                                             |                                                             |                                                             |                                                             |                                                             |
| 26                                                   | 自縛の紐 "An Exercise in Fatality"               | 健康クラブオーナー マイロ・ジャナス                                          | ロバート・コンラッド                          | NHK版：日下武史 石田版：堀勝之祐               | グレッチェン・コーベット（三田和代） フィリップ・ブランズ（雨森雅司） コリン・ウィルコックス（藤野節子） パット・ハリントン（寺島幹夫）                                                                                  |                                                             |                                                             |                                                             |                                                             |                                                             |                                                             |
| 27                                                   | 逆転の構図 "Negative Reaction"                   | 写真家 ポール・ガレスコ                                                      | ディック・ヴァン・ダイク                      | 新田昌玄（小山武宏）                           | ドン・ゴードン（野島昭生） アントワネット・バウワー（阿部寿美子） ラリー・ストーチ ジョイス・ヴァン・パタン（加藤道子） ヴィト・スコッティ（近石真介） マイケル・ストロング（緑川稔）                                    |                                                             |                                                             |                                                             |                                                             |                                                             |                                                             |
| 28                                                   | 祝砲の挽歌 "By Dawn's Early Light"               | 陸軍幼年学校（士官学校）校長 ライル・C・ラムフォード                         | パトリック・マクグーハン                      | 佐野浅夫（中庸介）                             | トム・シムコックス（堀勝之祐） バール・ドゥベニング マデリーン・ソントン・シャーウッド（高橋和枝） マーク・ウィラー（作間功） バー・デベニング（徳丸完） ブルース・カービー（杉田俊也) ブルーノ・カービー                |                                                             |                                                             |                                                             |                                                             |                                                             |                                                             |
| 29                                                   | 歌声の消えた海 "Troubled Waters"                 | 自動車販売会社社長 ヘイドン・ダンジガー                                      | ロバート・ヴォーン                            | 西沢利明                                       | パトリック・マクニー（柳生博） ジェーン・グリア（寺島伸枝） ディーン・ストックウェル（上田忠好） バーナード・フォックス（西田昭市） プピ・ボカー（中村晃子）                                                             |                                                             |                                                             |                                                             |                                                             |                                                             |                                                             |
| 30                                                   | ビデオテープの証言 "Playback"                    | 電子工業社長 ハロルド・ヴァンウィック                                        | オスカー・ウェルナー                          | 山田吾一                                       | ジーナ・ローランズ（二階堂有希子） マーサ・スコット（佐々木すみ江） パトリシア・パリー（曽我町子） ロバート・ブラウン（佐々木功） ハーブ・ジェファーソン・Jr（伊武雅之）                                                 |                                                             |                                                             |                                                             |                                                             |                                                             |                                                             |
| 31                                                   | 5時30分の目撃者 "A Deadly State of Mind"         | 精神科医 マーク・コリアー                                                    | ジョージ・ハミルトン                          | 小林勝彦                                       | レスリー・アン・ウォーレン（渋沢詩子） スティーブン・エリオット（大平透） カレン・マックホン（北村昌子） ブルース・カービー（杉田俊也）                                                                                  |                                                             |                                                             |                                                             |                                                             |                                                             |                                                             |
| 第5シーズン（1975年 - 1976年）                       |                                                  |                                                                              |                                               |                                                | |                                                             |                                                             |                                                             |                                                             |                                                             |                                                             |
| 32                                                   | 忘れられたスター "Forgotten Lady"                | 往年の大女優 グレース・ウィラー                                              | ジャネット・リー                              | 鳳八千代（幸田直子）                           | ジョン・ペイン（小林昭二）（斉藤志郎） サム・ジャッフェ（巌金四郎） モーリス・エヴァンス（浮田左武郎） ハーヴェイ・ゴールド（野本礼三）                                                                                  |                                                             |                                                             |                                                             |                                                             |                                                             |                                                             |
| 33                                                   | ハッサン・サラーの反逆 "A Case of Immunity"      | 外交官 ハッサン・サラー                                                      | ヘクター・エリゾンド                          | 井上孝雄                                       | サル・ミネオ（宗近晴見） ケネス・トビー（松下達夫） バリー・ロビンズ（坂部文昭） アンドレ・ローレンス（木原正二郎） エニーナ・グラトス（三浦真弓） ハーヴェイ・ゴールド                                                  |                                                             |                                                             |                                                             |                                                             |                                                             |                                                             |
| 34                                                   | 仮面の男 "Identity Crisis"                       | 国際謀報員& 経営コンサルタント ネルソン・ブレナー                            | パトリック・マクグーハン                      | 佐野浅夫（中庸介）                             | レスリー・ニールセン（家弓家正） デヴィット・ホワイト（早野寿郎） オーティス・ヤング ヴァル・エイヴリー（金井大） ブルース・カービー（杉田俊也） ヴィト・スコッティ（相模太郎）                                          |                                                             |                                                             |                                                             |                                                             |                                                             |                                                             |
| 35                                                   | 闘牛士の栄光 "A Matter of Honor"                 | 元闘牛士 ルイス・モントーヤ                                                  | リカルド・モンタルバン                        | 庄司永建（稲葉実）                             | ペドロ・アルメンダリスJr（新克利） A・マルティネス（立沢雅人） ロバート・カリカート（高塔正康） ジョージ・リヴェロ（伍代達弘） エミリオ・フェルナンデス（雨森雅司）                                                      |                                                             |                                                             |                                                             |                                                             |                                                             |                                                             |
| 36                                                   | 魔術師の幻想 "Now You See Him"                   | マジシャン サンティーニ (ステファン・ミューラー)                             | ジャック・キャシディ                          | 田口計                                         | ロバート・ロッジア（草薙幸二郎） ネヘミア・パーソフ（立川雄三） ボブ・ディシー（野本礼三） シンシア・サイクス（吉田理保子） パトリック・カリントン（井上真樹夫） セイヤー・デヴィッド ジョージ・スパーダコス（鈴木泰明） |                                                             |                                                             |                                                             |                                                             |                                                             |                                                             |
| 37                                                   | さらば提督 "Last Salute to the Commodore"        | 造船会社社長 チャーリー・クレイ                                              | ロバート・ヴォーン                            | 西沢利明                                       | ダイアン・ベイカー（水野久美） フレッド・ドレイパー（佐藤英夫） ウィルフリッド・ハイド=ホワイト（松村彦次郎） ジョン・デナー（小林修） デニス・デューガン（玄田哲章） スーザン・フォスター（松金よね子）                 |                                                             |                                                             |                                                             |                                                             |                                                             |                                                             |
| 第6シーズン（1976年 - 1977年）                       |                                                  |                                                                              |                                               |                                                | |                                                             |                                                             |                                                             |                                                             |                                                             |                                                             |
| 38                                                   | ルーサン警部の犯罪 "Fade in to Murder"           | 刑事ドラマのテレビスター ウォード・ファウラー                                | ウィリアム・シャトナー                        | 山城新伍                                       | ローラ・オルブライト（岩崎加根子） バート・レムゼン（宮川洋一） アラン・マンソン（稲垣昭三） ウォルター・ケーニッヒ（安原義人） ティモシー・ケリー（鈴木泰明）                                                           |                                                             |                                                             |                                                             |                                                             |                                                             |                                                             |
| 39                                                   | 黄金のバックル "Old Fashioned Murder"            | 美術館館長 ルース・リットン                                                  | ジョイス・ヴァン・パタン                      | 加藤道子                                       | セレステ・ホルム（堀越節子） ティム・オコナー（加藤和夫） ジーニー・バーリン（中島葵） ピーター・S・フェイブルマン（樋浦勉） ジョン・ミラー（筈見純）                                                                    |                                                             |                                                             |                                                             |                                                             |                                                             |                                                             |
| 40                                                   | 殺しの序曲 "The Bye-Bye Sky High IQ Murder Case" | 会計事務所経営者 オリバー・ブラント                                          | セオドア・ビケル                              | 田中明夫                                       | サマンサ・エッガー（横山道代） ソレル・ブーク（高木均） ケネス・マース（小松方正） ハジル・ホフマン（井関一） ハワード・マクギリン（納谷六朗） ジェイミー・リー・カーティス                                              |                                                             |                                                             |                                                             |                                                             |                                                             |                                                             |
| 第7シーズン（1977年 - 1978年）                       |                                                  |                                                                              |                                               |                                                | |                                                             |                                                             |                                                             |                                                             |                                                             |                                                             |
| 41                                                   | 死者のメッセージ "Try and Catch Me"              | 女流ミステリー作家 アビゲイル・ミッチェル                                    | ルース・ゴードン                              | 南美江                                         | マリエット・ハートレイ（桧よしえ） G・D・スプラドリン（内藤武敏） チャールズ・フランク（松橋登） ジェローム・ガーディノ（上田敏也）                                                                                      |                                                             |                                                             |                                                             |                                                             |                                                             |                                                             |
| 42                                                   | 美食の報酬 "Murder Under Glass"                  | 料理評論家 ポール・ジェラード                                                | ルイ・ジュールダン                            | 金内吉男（森田順平）                           | シーラ・ダニーズ（田島令子） マイケル・V・ガッゾォ（藤岡重慶） マコ（原田一夫） リチャード・ダイサート（高城淳一） ラリー・D・マン（雨森雅司）                                                                           |                                                             |                                                             |                                                             |                                                             |                                                             |                                                             |
| 43                                                   | 秒読みの殺人 "Make Me a Perfect Murder"          | テレビプロデューサー ケイ・フリーストン                                      | トリッシュ・ヴァン・ディヴァー                | 寺田路恵                                       | パトリック・オニール（黒沢良） ローレンス・ラッキンビル（森川公也） ジェームズ・マクイーチン（加藤修） レイニー・カザン（大橋芳枝） ケネス・ギルマン（伊武雅之）                                                         |                                                             |                                                             |                                                             |                                                             |                                                             |                                                             |
| 44                                                   | 攻撃命令 "How to Dial a Murder"                  | 心理学者 エリック・メイスン                                                  | ニコール・ウィリアムソン                      | 平田昭彦（佐々木勝彦）                         | トリシア・オニール（藤夏子） キム・キャトラル（宗形智子） ジョエル・ファビアーニ（寺島幹夫） フランク・アレッター（宮内幸平） エド・ベグリー・Jr（宮下勝）                                                               |                                                             |                                                             |                                                             |                                                             |                                                             |                                                             |
| 45                                                   | 策謀の結末 "The Conspirators"                    | 詩人&IRA活動家 ジョー・デヴリン                                              | クライヴ・レヴィル                            | NHK版：納谷悟朗 日本テレビ版：家弓家正         | ジャネット・ノーラン（中村たつ） アルバート・ポールセン（仁内達之） L・Q・ジョーンズ（大泉滉） アルバード・ポールセン（灰地順） マイケル・ホートン（西岡徳美）                                                           |                                                             |                                                             |                                                             |                                                             |                                                             |                                                             |

### 新・刑事コロンボ（新シリーズ）
アメリカで放送された年：1989年から2003年まで
| 放送回                                           | タイトル | ゲストスターの役柄                                                                   | ゲストスター                                                    | ゲストスター声優                                       | 共演 （太字は被害者役）                                                                                             |                       |                       |                       |                       |                       |                       |
| 放送回                                           | タイトル | ゲストスターの役柄                                                                   | ゲストスター                                                    | ゲストスター声優                                       | 共演 （太字は被害者役）                                                                                             | 第8シーズン（1989年） | 第8シーズン（1989年） | 第8シーズン（1989年） | 第8シーズン（1989年） | 第8シーズン（1989年） | 第8シーズン（1989年） |
| ------------------------------------------------ | --- | ------------------------------------------------------------------------------------ | --------------------------------------------------------------- | ------------------------------------------------------ | --- | --------------------- | --------------------- | --------------------- | --------------------- | --------------------- | --------------------- |
| 46                                               | 汚れた超能力 "Columbo Goes to the Guillotine"                                                                | 超能力者 エリオット・ブレイク                                                        | アンソニー・アンドリュース                                      | 野沢那智                                               | アンソニー・ザーブ（阪脩） カレン・オースティン（藤田淑子） アラン・ファッジ（樋浦勉）                              |                       |                       |                       |                       |                       |                       |
| 47                                               | 狂ったシナリオ "Murder, Smoke and Shadows"                                                                   | 映画監督 アレックス・ブレディ                                                        | フィッシャー・スティーヴンス                                    | 池田秀一                                               | スティーヴン・ヒル（池田勝） ジェフ・ペリー（星野充昭） ナン・マーティン（此島愛子） モリー・ヘイガン（佐々木優子） |                       |                       |                       |                       |                       |                       |
| 48                                               | 幻の娼婦 "Sex and the Married Detective"                                                                     | セックスカウンセラー ジョーン・アレンビー                                            | リンゼイ・クローズ                                              | 鈴木弘子                                               | ステファン・マクト（堀之紀） ジュリア・モンゴメリー（井上喜久子） マージ・レッドモンド（麻生美代子）                |                       |                       |                       |                       |                       |                       |
| 49                                               | 迷子の兵隊 "Grand Deceptions"                                                                                | 元軍人&財団幹部 フランク・ブレイリー                                                 | ロバート・フォックスワース                                      | 羽佐間道夫                                             | スティーブン・エリオット（北村和夫） ジャネット・アイルバー（宗形智子）                                             |                       |                       |                       |                       |                       |                       |
| 第9シーズン（1989年 - 1990年）                   | |                                                                                      |                                                                 |                                                        | |                       |                       |                       |                       |                       |                       |
| 50                                               | 殺意のキャンバス "Murder, a Self-Portrait"                                                                   | 天才画家 マックス・バーシーニ                                                        | パトリック・ボーショー                                          | 森山周一郎                                             | フィオヌラ・フラナガン（沢田敏子） シーラ・ダニーズ（塩田朋子） イザベル・ロルカ（土井美加）                        |                       |                       |                       |                       |                       |                       |
| 51                                               | だまされたコロンボ "Columbo Cries Wolf"                                                                      | 写真家&男性誌出版社共同経営者 ショーン・ブライトリー                                 | イアン・ブキャナン                                              | 中尾隆聖                                               | ディードル・ホール（翠準子） アラン・スカーフェ（阪脩）                                                             |                       |                       |                       |                       |                       |                       |
| 52                                               | 完全犯罪の誤算 "Agenda for Murder"                                                                           | 弁護士 オスカー・フィンチ                                                            | パトリック・マクグーハン                                        | 久米明                                                 | ルイス・ゾリック（小松方正） デニス・アーント（黒沢良） アーサー・ヒル                                              |                       |                       |                       |                       |                       |                       |
| 53                                               | かみさんよ、安らかに "Rest in Peace, Mrs. Columbo"                                                           | 不動産仲介業者 ヴィヴィアン・ドミートリー                                            | ヘレン・シェイヴァー                                            | 弥永和子                                               | イアン・マクシェーン（柴田秀勝） エド・ウィンター（富田耕生） トム・イズベル（池田秀一）                            |                       |                       |                       |                       |                       |                       |
| 54                                               | 華麗なる罠 "Uneasy Lies the Crown"                                                                           | 歯科医 ウェズリー・コーマン                                                          | ジェームズ・リード                                              | 菅生隆之                                               | ボール・バーク（大塚周夫） ジョー・アンダーソン（佐々木優子） マーシャル・R・ティーグ                               |                       |                       |                       |                       |                       |                       |
| 55                                               | マリブビーチ殺人事件 "Murder in Malibu"                                                                      | 俳優 ウェイン・ジェニングス                                                          | アンドリュー・スティーヴンス                                    | 大塚芳忠                                               | ブレンダ・ヴァッカロ（来宮良子） ジャネット・マーゴリン（山田礼子） フロイド・レヴィン（永井一郎）                  |                       |                       |                       |                       |                       |                       |
| 第10シーズン / スペシャル番組（1990年 - 2003年） | |                                                                                      |                                                                 |                                                        | |                       |                       |                       |                       |                       |                       |
| 56                                               | 殺人講義 "Columbo Goes to College"                                                                           | 大学法学部学生 ジャスティン・ロウ 同 クーパー・レッドマン                            | スティーヴン・キャフリー ゲイリー・ハーシュバーガー             | 大塚明夫 山寺宏一                                      | ロバート・カルプ（小林修） ジェームズ・ストリウス                                                                   |                       |                       |                       |                       |                       |                       |
| 57                                               | 犯罪警報 "Caution: Murder Can Be Hazardous to Your Health"                                                   | テレビ司会者 ウェード・アンダース                                                    | ジョージ・ハミルトン                                            | 小林勝彦                                               | ピーター・ハスケル（麦人） ベニー・ジェンソン（高乃麗）                                                             |                       |                       |                       |                       |                       |                       |
| 58                                               | 影なき殺人者 "Columbo and the Murder of a Rock Star"                                                         | 刑事弁護士 ヒュー・クライトン                                                        | ダブニー・コールマン                                            | 小林清志                                               | シーラ・ダニーズ（塩田朋子） シェリル・パリス（弘中くみ子） リトル・リチャード                                      |                       |                       |                       |                       |                       |                       |
| 59                                               | 大当たりの死 "Death Hits the Jackpot"                                                                        | 宝石商 レオン・ラマー                                                                | リップ・トーン                                                  | 阪脩                                                   | ゲイリー・クローガー（池田秀一） ジェイミー・ローズ（勝生真沙子） ベッツィ・パーマー                                |                       |                       |                       |                       |                       |                       |
| 60                                               | 初夜に消えた花嫁 "No Time to Die"                                                                            | ファッション・モデル メリッサ・アレクサンドラ・ヘイズ                                | ジョアンナ・ゴーイング （特殊な回であるため、犯人役ではない）   | 佐々木優子                                             | トーマス・キャラブロ（大塚芳忠） ダニエル・マクドナルド（谷口節） ジュリエット・ミルズ ドナルド・モファット         |                       |                       |                       |                       |                       |                       |
| 61                                               | 死者のギャンブル "A Bird in the Hand..."                                                                     | ギャンブラー ハロルド・マッケイン                                                    | グレッグ・エヴィガン                                            | 大塚明夫                                               | タイン・デイリー（弥永和子） スティーブ・フォレスト（藤本譲） フランク・マクレー（宝亀克寿）                        |                       |                       |                       |                       |                       |                       |
| 62                                               | 恋におちたコロンボ "It's All In The Game"                                                                    | 富豪 ローレン・ステイトン                                                            | フェイ・ダナウェイ                                              | 高畑淳子                                               | クローディア・クリスチャン（佐々木優子） アルマンド・プッチ（大塚芳忠）                                             |                       |                       |                       |                       |                       |                       |
| 63                                               | 4時02分の銃声 "Butterfly In Shades Of Grey"                                                                  | ラジオパーソナリティ &政治アナリスト フィールディング・チェイス                      | ウィリアム・シャトナー                                          | 矢島正明                                               | モリー・ヘイガン ジャック・ローファー                                                                               |                       |                       |                       |                       |                       |                       |
| 64                                               | 死を呼ぶジグソー "Undercover"                                                                                | 保険会社調査員 アーヴィング・クラッチ                                                | エド・ベグリー・Jr （特殊な回であるため、倒叙推理方式ではない） | 納谷六朗                                               | タイン・デイリー バート・ヤング シーラ・ダニーズ ハリソン・ペイジ                                                   |                       |                       |                       |                       |                       |                       |
| 65                                               | 奇妙な助っ人 "Strange Bedfellows"                                                                            | 牧場主 グラハム・マクヴェイ                                                          | ジョージ・ウェント                                              | 樋浦勉                                                 | ロッド・スタイガー                                                                                                  |                       |                       |                       |                       |                       |                       |
| 66                                               | 殺意の斬れ味 "A Trace of Murder"                                                                             | 警察鑑識官 パトリック・キンズレー その愛人&実業家の妻 キャサリン・カルバート         | デヴィッド・ラッシュ シーラ・ダニーズ                           | 船越英一郎 藤田淑子                                    | バリー・コービン レイ・バーク                                                                                       |                       |                       |                       |                       |                       |                       |
| 67                                               | 復讐を抱いて眠れ "Ashes to Ashes"                                                                            | 葬儀会社社長 エリック・プリンス                                                      | パトリック・マクグーハン                                        | 日本テレビ版：有川博 WOWOW版：山野史人                 | サリー・ケラーマン ルー・マクラナハン エディ・マクラーグ                                                            |                       |                       |                       |                       |                       |                       |
| 68                                               | 奪われた旋律 "Murder With Too Many Notes"                                                                    | 映画音楽作曲家 フィンドレー・クロフォード                                            | ビリー・コノリー                                                | 日本テレビ版：佐々木勝彦 WOWOW版：堀勝之祐             | チャールズ・シオフィ チャド・ウィレット                                                                             |                       |                       |                       |                       |                       |                       |
| 69                                               | 殺意のナイトクラブ （BD版の題名） 虚飾のオープニング・ナイト （WOWOW版の題名） "Columbo Likes the Nightlife" | ライブプロモーター ジャスティン・プライス その恋人&被害者の元妻 ヴァネッサ・ファロー | マシュー・リス ジェニファー・スカイ                             | BD版： 香川照之 甲斐田裕子 WOWOW版： 佐久田修 斉藤恵理 | ダグラス・ロバーツ                                                                                                  |                       |                       |                       |                       |                       |                       |

## 登場人物

### コロンボ

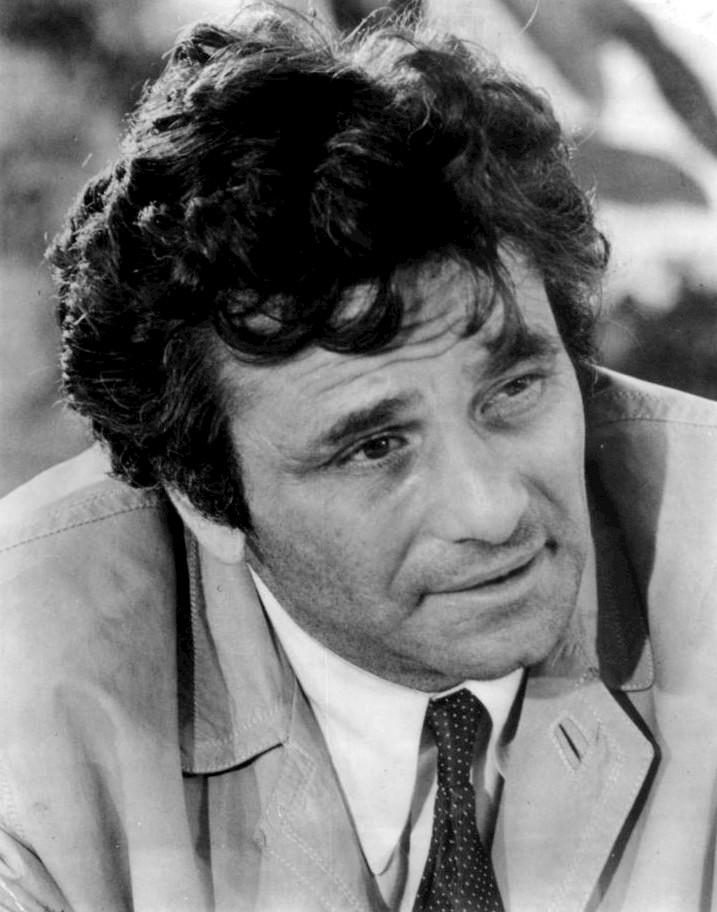
ピーター・フォークが演じる刑事コロンボの宣伝写真（1973年6月）

#### コロンボの肩書
コロンボは、アメリカ合衆国カリフォルニア州のロサンゼルス市警察殺人課 に所属する警察官であり、階級は「Lieutenant（ルテナント）」である。日本語版の作品のタイトルは「刑事コロンボ」であるが、日本語版の放送やビデオの日本語訳字幕では一貫して「コロンボ警部」とされている。
- ロサンゼルス市警察も含め一般的なアメリカ合衆国の警察においては、「sergeant」→「lieutenant」→「captain」といった階級制度が採用されている。これを日本語に訳す場合、一般的には sergeant を「巡査部長」、lieutenant を「警部補」、captain を「警部」とすることが多い。これに従うならば、"Lieutenant Columbo"は「コロンボ警部補」となる。
- ただし、実際の制度では captain が分署長や本部の課長などを務めることが多い。lieutenant はそれに次ぐ階級として、署長（もしくは実動部隊の長）の「副官・代行」であるとともに、場合によっては署長職を務めることもあり、実際の各階級の役職、役割、人員の構成比率などで較べた場合、日本の警察での警視に相当する役割をも担っている。また、その下の階級の sergeant でも警察署の係や課、警察署全体の当直（ウォッチ）シフトなどを監督･指揮する役職の階級となっている。劇中のコロンボは、一定の権限を与えられた捜査責任者（そのため、警察を代表して犯人と対決することができる）という扱いだが、単身で現れることが多く部下を指揮するような描写は少ない。

#### コロンボの名前
シリーズを通して劇中でコロンボのファーストネームが登場したことは一度もない。コロンボも名前を尋ねられた際、「私を名前で呼ぶのはカミさんだけです」と答えている。フォークはインタビューでの質問に答えて、コロンボの名前を「警部補（ルーテナント）」と述べたことがある。第5話「ホリスター将軍のコレクション」と第35話「闘牛士の栄光」で、コロンボの警察バッジケースがクローズアップされる場面があり、それには「Frank Columbo」と記されている。2009年1月に再放送した際のNHKデジタル衛星ハイビジョン番組公式サイトトップでは、身分証に"Lt. Frank Columbo A096824"（警部補 フランク・コロンボ、A96824号。Lt.は"lieutenant"=警部補の略称）なる表記がある。
なお、「コロンボ」姓については、脚本家のウィリアム・リンクによると、ビリー・ワイルダーの代表作『お熱いのがお好き』の登場人物「スパッツ・コロンボ」（演：ジョージ・ラフト）に由来しているという。リンクとリチャード・レヴィンソンの両名はいずれもワイルダーを熱烈に崇拝している。

#### コロンボのキャラクター
- 安っぽくよれよれのワイシャツとネクタイに裏地がなく防寒着としては役立たないレインコート（本人も寒がっている描写が何度かある）、安葉巻、櫛の通っていないボサボサの髪の毛と斜視による藪睨み、猫背が特徴で、対決する上流階級の犯人たちの高級なスーツとの対比もあるが、「浮浪者に変装中」や慈善団体の関係者からホームレスと間違われたことがあるほどに（第27話「逆転の構図」）、まったく冴えない風貌の人物となっている。しかしその風貌がコロンボの優れた知性を隠し、犯人の油断を誘う武器となっている（第1話「殺人処方箋」）。
- コロンボを演じたピーター・フォークの右目は義眼だが、コロンボはそうではない。ただし66作目、『殺意の切れ味』では「Three eyes are better than one.」という内輪ネタを発するシーンがある。
- 口癖は「Just one more thing."（邦訳「あと1つだけ」）」。その他、「My wife..."（邦訳「うちのカミさんがね……」など）」と頻繁に妻や親戚の話を口にする。
- イタリア系でイタリア語が話せる（第34話「仮面の男」、第42話「美食の報酬」、第59話「大当たりの死」）。ただし、話せないという設定の回もある（第65話「奇妙な助っ人」）。
- 射撃は不得手で、拳銃は携帯しない（第4話「指輪の爪あと」）。半年ごとに行う射撃訓練に10年も行っておらず、本部から警告されたことがある（第32話「忘れられたスター」）。発砲音を苦手としているらしく、やむを得ず発砲する必要がある時は耳を塞いで撃つ（第30話「ビデオテープの証言」）。また、ホールドアップの必要がある場面でも、実際には撃たずに突き付けるだけで済ませている（第64話「死を呼ぶジグソー」）。しかし、ビー玉などを目標物に当てるのは幼い頃から得意（第13話「ロンドンの傘」）。
- 幼い頃からわんぱくな育ちらしく、車のマフラーにジャガイモを詰め込んだり（第4話「指輪の爪あと」）、クラスの気になる女の子に消しゴムのカスを当てたりするなどいたずらっ子だった。刑事になる前は軍隊におり（第40話「殺しの序曲」）、朝鮮戦争に従軍した経験があるが、前線には出ず炊事当番をしていた（第24話「白鳥の歌」[注釈 11]）。
- 怖がりで解剖や手術、残酷な殺人の写真を見ることすら好まない（第13話「ロンドンの傘」、第15話「溶ける糸」）。ただし、嘔吐したり気を失うなどといったことはまったくないほか、被害者の生死が係っている状況では普段のような怖がる様子は見せない。ギロチンで首を落とされた死体がある現場でも、死体を見ないようにしながらも現場検証をこなしている（第46話「汚れた超能力」）。
- 運動は苦手で泳げない。高い所が苦手らしく、ケーブルカーに乗った際には一言も言葉を発しなかったり（第8話「死の方程式」）、捜査のため致し方なく何度か航空機に搭乗した後、降りられるくらいまで精神的に落ち着くのに相当な時間を要している（第2話「死者の身代金」）。乗船時、船酔いをしているシーンもあった（第5話「ホリスター将軍のコレクション」）。しかしゴルフではプロ級のスウィングでホールインワンを決め（第4話「指輪の爪あと」）、ダーツでは3投目に中央のブルに命中させている（第45話「策謀の結末」）。
- 火のついていない安葉巻を携帯しているが、ライターやマッチは大抵誰かに借りている。葉巻はシガーカッターで切ったものより噛みちぎったものの方が好み（第66話「殺意の斬れ味」）。
- メモ魔で何でもメモしておくが、ボールペンや鉛筆は自分では出さずに常に誰かから借りている。相手から借りることができなかった場合のみ、自分が携帯しているものを取り出す。周辺の人や犯人からペン類を借りて、そのまま忘れて持ち帰りそうになってしまうことも多い。ボイスレコーダーを使う回もある（第23話「愛情の計算」）。
- 好物はチリコンカン（チリ）とコーヒー。メニューにチリがない場合でも注文するほどである（第22話「第三の終章」）。コーヒーは熱いのが好みで、ぬるくなると文句を言う。一時ブラックコーヒーを飲んでいたのはダイエットのためで、第41話「死者のメッセージ」では砂糖を3杯入れてもらっている（第69話「虚飾のオープニングナイト」では2杯）。
- ファミリーを大切にするイタリア系だけに、妻のほかにも甥や姪や従兄弟など親族の話をよくする。船旅中のコロンボが船員に妻の所在をたずね「あちらに行かれました」と返答する場面があるが、画面に登場したことはない（第29話「歌声の消えた海」）。
- 料理を手際よく作り、被害者の妻を元気づけるために「料理はまったくダメ」といいながらオムレツを調理したり（第3話「構想の死角」）、仔牛料理を犯人である料理研究家に振舞った際にはその腕前と才能を高く評価されている（第42話「美食の報酬」）。料理に関する知識も豊富。家ではもっぱら妻に代わって台所で料理を担当しているらしい。
- その他の趣味はリメリック（五行戯詩）、西部劇、クラシック音楽（イタリアオペラ、シュトラウスのワルツなど）、ゴルフ、ボウリング、フットボールのテレビ観戦。絵画にも精通しているようで（演ずるフォークも絵画には精通している）、飾ってある絵画の価値を一目見ただけで把握したこともある（本人はあくまで「不学」「無学」「勉強不足」と謙遜している）。またビリヤードを得意とする。
- 逮捕した犯人に対してワインをふるまったり（第19話「別れのワイン」、銘柄は不明。犯人は「モンテフィアスコーネ。最高のデザートワイン」と言っている。実在の「エスト! エスト!! エスト!!! ディ・モンテフィアスコーネ」は辛口であり、デザートワインとは言い難いが、犯人は普通とは変わったワイン感を持っている）、音楽をかけてやりながら慰めの言葉をかけたりする（第24話「白鳥の歌」）など、時に犯人に対して温かい心遣いを見せることがある。逆に卑劣な犯人に対しては、普段の控えめな態度を急変させて怒りを露わにすることもある（第15話「溶ける糸」[注釈 12]、第26話「自縛の紐」など）。
- 犯行現場に寝ぼけたり、食事を抜かした状態でやってきては勝手に現場にあった高級品のキャビア（被害者の食べかけ）を食したり（第21話「意識の下の映像」）、周囲の人間にコーヒーやオレンジジュース、ちょっとした食べ物を要求することも多い。また、つい犯行現場を荒らしてしまうくせがあり、目覚ましに勝手に現場の水道を使って顔を洗ったり、凶器の鉄棒やパトカーでゆで卵の殻を割ったり、ぼーっとして葉巻の灰をじゅうたんの上に落としてしまう等、軽率な行動も多いがそれが結果的に犯罪を暴くきっかけになる場合がほとんどである。
- 酒と高級なつまみが好きであちこちでご馳走になったり、現場や容疑者宅に置いてあるものを（無断で）失敬するものの自分ではめったに買わない。また、あまり金を持ち歩かないので、飲食店などでお金が足らず支払いができない時には、小切手で支払いをしたり（第20話「野望の果て」）、警察宛ての請求書を切ってもらうことがしばしばある。
- キャラクターのモデルはフョードル・ドストエフスキーの『罪と罰』に出てくる、見た目が冴えないが推論や心理テクニックを駆使して犯人を追い詰めていく有能なポルフィーリ・ペトローヴィチ予審判事[注釈 13]。
- 私生活におけるコロンボはドラマにおける犯人達の豪奢な生活と違い、うだつが上がらず小額の支払いにも渋る小物として描かれている。また、コロンボ個人の人間関係も安穏と暮らす市井の市民が数多く見られ、一例としてカフェーの主人に他愛のない日常の愚痴や世間話などをするなどしている。少々記憶力に乏しいものの映画やテレビを相当数見ており、知っている役者などに出会うと年甲斐もなく喜び、感激を隠さない。現場に現れるまでのコロンボは煩雑で不本意な雑務に追われていることが多く、そのために一食抜いてしまっている場合が多々ある。
- 事件が起こっても急いで現場に駆けつけることは少なく、たいていは実況見分があらかた終わってから顔を出す。しかも、自身が注目する以外の物事には大して興味を示さず、現場保存にも執着せず、火の着いた葉巻をくわえながらコロンボなりの検分ですませる。
- 署内でのコロンボは相当な信頼と名声があるのか、同じ課に勤務する新米刑事から尊敬されているほか、事故として処理されかけている事件を上司に掛け合って殺人に切り替えて再捜査したり、警察と繋がりのある社会的地位が高い人物の恫喝にも困惑はするものの飄々としている。
- ただし、市警察本部長主催のパーティで酔っぱらってプールに落ちてしまい、その姿を警察本部次長夫人（第25話「権力の墓穴」の被害者）に見られてしまうなどの失敗もしている。
- 捜査方法は、整合性のない事柄に関して容疑者や関係者に事細かにしらみ潰しに当たり、時間や場所に関係なく職務質問するという極めて古典的なもので、その場でアリバイが立証されて一応納得するようなことがあっても、事実が判明するまでは幾度も同じ捜査を繰り返す。また、聞き込みでは、相手の地位に関係なくへりくだった態度で妻の話などの雑談を振っておき、夫婦間（または親族間）の意見の相違などを打ち明けて相手に意見を求めてから「形式的な捜査なので…」「報告書に書くためだけです」などと職務質問に入るパターンが恒例となっている。
- 状況証拠と証言だけでの真相解明を目指さず、守秘義務に関係なく捜査状況を容疑者本人に逐一報告することで感情の機微や証言の小さな差異をあぶり出し、それらを手がかりに矛盾点を突きつけ焦らせて心理的誤誘導するなどし、最終的には理詰めで追い込んで犯行を認めさせるという捜査方法を多々用いる。知能指数の高く、世界で2%しか入れない「シグマ協会」（モデルはメンサ）のメンバーである犯人を誘導尋問で自白させ、その手法と目の付け所を評価した犯人はコロンボの知能指数をテストしたが、正答したので「あなたは警察に置いておくには惜しい」と賛辞を贈られている（第40話「殺しの序曲」）。一方で犯罪捜査においては、運が必要だと学生たちに講義している（第56話「殺人講義」の「新人刑事へのアドバイス」への回答として）[注釈 14]。
- また、事件に関連した分野の知識を勉強し、それを応用することで専門家を驚かせたり、犯人逮捕に利用したりすることがある。
- お金が好きだといい、少ない情報で税や収入などの複雑な計算が瞬時にできる（第10話「黒のエチュード」）。
- 非常に粘り強い捜査が持ち味となっており、最長の捜査期間は9年4か月だったと語っている（第62話「恋におちたコロンボ」）。
- 本人曰く、新シリーズの時点で22年警察官をやっているとのこと（第54話「華麗なる罠」）。おそらくは第1話「殺人処方箋」の初回放送日が該当話の22年前であることにちなんだネタだと思われる。

#### コロンボのコート
よれよれの背広服とレインコートのスタイルはフォークが作り上げたものであり、レインコート・背広服とも彼の私物である。乾燥しており降雨が少ないロサンゼルスではレインコートはほとんど普及しておらず、砂よけのダスターコートが一般的である。しかし、フォークは「コロンボに強烈な個性と独特なキャラクターをもたせたかった。そこで、（雨の少ない）カリフォルニアでレインコートを着せることにした」（『隔週刊 刑事コロンボDVDコレクション』デアゴスティーニ・ジャパン刊）という。同じコートを7年間使用している。

#### コロンボの愛車
コロンボの私有車として、くたびれたフランス製小型乗用車の1959年式プジョー・403カブリオレ（米国輸出車）がしばしば登場し、彼のライフスタイルを物語る小道具となった。ピーター・フォークが自伝で語る起用の経緯によれば、シリーズのとあるエピソードの撮影に先立ち、自らがコロンボの自家用車のチョイスを任されたが、ガレージ一杯の劇用車のどれを見ても気に入らなかった中、ガレージの隅で色褪せているうえに1輪がパンクしているプジョー・403カブリオレに遭遇、直感的に選んだものであったという。
このモデルが生産されたのは1950年代後期で、テレビシリーズ放映開始時点でも10年以上経過した旧式モデルであった。塗装もところどころまだらになっており、プジョーはドラマの中でしばしば不調を起こし、あまりに散々な見てくれに登場人物たちからはスクラップ扱いされる体たらくであったが、コロンボはさして意に介する様子もなく、時には「ドッグ」と名付けた愛犬を助手席に載せ、自らの足として愛用し続けた。外観を見ただけでディーラーが下取りを拒否する、「盗られるはずがない」とレストランのドアボーイが店の駐車場に保管してくれない、自動車解体場の殺人現場に駆けつけた時には警戒中の警官から車を捨てに来たと勘違いされ、見た目の評価は散々なものとなっているが、コロンボは「フランス車だ」と自慢げに話しており、反対に妻の新車 に関しては「平凡な車」と評していた。
1989年から新シリーズが再開されたが、この時、以前のシリーズの撮影で使用していたプジョー・403はすでに売却されていた。ABCとフォークは、コロンボの愛車としてプジョー・403こそが最も相応しいと判断し、403カブリオレを3台購入して、撮影に使用した。旧シリーズの個体の幌が灰色でフロントミラーだったのに対し、新シリーズの個体は幌の色が白でドアミラーになっている。また、新シリーズ以降は希少車になっており、作中でも売買を持ちかけられるが、コロンボは「売る気は無い」と断りを入れている。

#### 現実世界への登場
米国に於いて『刑事コロンボ』が第7シーズンに差し掛かっていた1978年、コロンボを演じるピーター・フォークはディーン・マーティンが司会を務める当時の人気バラエティ番組、『ザ・ディーン・マーティン・セレブレティ・ロースト』にフランク・コロンボ警部として招待され、同年7月2日、フランク・シナトラが副司会を務めた同番組にフォークはドラマそのままの刑事コロンボの姿で登場。8分余りにわたって刑事コロンボのパーソナリティに基づいたスピーチを行い、終始出演者と聴衆の爆笑を誘った。
スピーチの中途、コロンボは(作中でよく見せる行動と同じように)壇上からマーティンにナプキン、ジョナサン・ウィンタースからペンをそれぞれ借り、副司会のシナトラに対してナプキンにサインしてくれるようにせがむ一幕が存在するが、この時コロンボはサインの宛名書きについて、最初は「コロンボ警部補へ」、次に（シナトラのファンであるという設定の）カミさんの名義を足して「コロンボ警部補とコロンボ夫人へ」、次いでカミさんと自身の名義の順序を入れ替えて…とあれこれと逡巡した挙げ句、最終的に「ただ"ローズへ"とだけ書いて」とシナトラに要望した（この時、会場は最大級の笑いと拍手に包まれた）。その後、コロンボはシナトラにカミさん謹製のラザニアを贈呈し、「鍋はわざわざ洗わなくていい、テフロン製だからスチールウールを使うと、傷がつく。ただ、水ですすぐだけでいい。住所が入ってるから、送ってくれ」と、長々と注意を送った。次に、テレビを皆で見ているというカミさんを始めとするコロンボの親戚一同にアカペラで歌ってほしいと要望するが、この時シナトラはカメラに向かって手を振りながら「やぁ、（ローズの愛称とみられる）ロージー！」と呼びかけた。
なお、フランク・コロンボの英語版の記述に依ると、設定上はコロンボの実の姉妹にも「ローズ」という名前の人物が存在するとされているが、この一連のやり取りの中でコロンボが言及した「ローズ・コロンボ」という人物は、スピーチの文脈上は「カミさんの本名」であると解釈されるものであり、米国のファンの間ではこの時のスピーチが、フォークがコロンボのパーソナリティの下でカミさんの本名に言及した史上唯一のシーンであると認識されている。
日本においては東京12チャンネルの番組『ザ・テレビジョン』の「ハリウッド大物スター全員登場 シナトラ徹底こきおろし大会（1978年10月6日）」にて吹き替え版を放送。ピーター・フォークの声はNHK版と同様に小池朝雄が務めた。（フランク・シナトラを家弓家正，ディーン・マーティンを羽佐間道夫が其々担当。）。

### その他の主要人物など
犯人
刑事コロンボの犯人を参照。
コロンボの妻
- コロンボは「my wife」もしくは「Mrs. Columbo」、日本語版では「カミさん」と表現する。画面に登場したことは無く、もっぱらコロンボによって捜査中にその存在をよく引き合いに出される。客船内で妻を見失ったコロンボにウェイターが彼女の行き先を教えたり、夫への相談無しにペットショップで「ドッグ」にフルコースのケアを電話でオーダーしたり、コロンボから電話で夕飯のメニューを相談されている。
- 夫のコロンボが語るところによると、夜学に通って会計学を勉強している、缶詰の景品で海外旅行を当てたことがある。
- 第53話「かみさんよ、安らかに」ではコロンボと共にカミさんの写真が並べられているシーンがあるが、コロンボの弁に依るとこの写真の人物はカミさん本人ではなく、カミさんに容貌がよく似たカミさんの実の姉妹であるとのこと[16]。
- 別番組『ミセス・コロンボ』に登場するケイト・コロンボについては、原作・原案者のリンクとレビンソンはコロンボ夫人であることを否定している。#ミセス・コロンボ参照。

コロンボの子供
- 妻と同じくセリフ中でのみ登場。第19話「別れのワイン」で子供がいることを言及したり、コロンボが飼い犬を犬の学校に預かってくれないかと頼む際に、「カミさんは子供たちを連れて田舎へ遊びに行っちまってるんでね」と言っているシーン（第23話「愛情の計算」）があり、子供が複数いることがわかるが、一方で第53話「かみさんよ、安らかに」では「私たちには子供はいないけどね（犬がいるので幸せだよ）」とのセリフがある。

コロンボの親族
妻と同様にコロンボがよく引き合いに出す大勢の甥や姪などの親族。シリーズを通して見てみると、コロンボが相手に揺さぶりをかけるため事件の核心に迫るような事柄を話す際に話の中で登場することがほとんどであるが、対象となる親族は一度も画面上には出てこない。
- コロンボが女優宅から自宅へ電話をかけ、女優のファンである妻に女優の声を聞かせようと試みた際、妻は不在であったが、代わりにジョージという義弟が電話に出ている（第14話「偶像のレクイエム」）。
- コロンボが「私の甥の写真」などと言って、複数の親族と自分が写る数枚の写真を見せている（第25話「権力の墓穴」）。サンディエゴの水族館に勤める甥がいる（第69話「殺意のナイトクラブ」）。
- 幼少期は困窮した生活を送っていたらしく、母親が家事をできないときには父親がよく「スキャロッピーニ」という料理を作っていた（第42話「美食の報酬」。テンダーロインの薄切りを使った牛肉料理の一種、ヴィールスキャロッピーニ（Veal Scaloppini）のことと思われる。イタリアの伝統料理である）。
- 第60話「初夜に消えた花嫁」では甥のアンディ刑事が登場。コロンボの姉の息子で、両親は既に亡くなっている。
- Ｗ・リンク原作の小説では、『歪んだ調性』で弦楽器奏者にコロンボは「自分は一人っ子」であると発言している[17]。

ドッグ
- コロンボの飼い犬。実際にフォークのペットであった。犬種はバセットハウンド。名前は「ドッグ」。というより、コロンボは名前をつけようとあれこれ考えたものの、良い名前が思い浮かばなかった。結局、最後まで名前が決まることはなかった。10、16、23、30、32、36、41、43、44話に登場。
- テレビが好きだが、寝そべったままほとんど何もせず、自分で歩くこともほとんどしない。犬の学校ではあまりに怠けていたため早々に退学となった（第23話「愛情の計算」）。元は捨て犬で野犬収容所から引き受け、獣医に連れて行き治療をした（第10話「黒のエチュード」。チェスやチェッカー好きのベンソン獣医（第16話「断たれた音」）や、犬の品評会に連れて行くなどコロンボなりに可愛がっている。コロンボは「こいつはここが好きで」などと言いながら様々な場所へ連れていくが、肝心のドッグはそっぽを向いて興味を示さない。事件現場に連れていくこともあるが、さすがに現場の中に入ることはできないため車で待たせている。コロンボが車に戻ると、待ちくたびれていたのかよく吠える。コロンボの家の周りの猫を追いかけ回している。(第30話｢ビデオテープの証言｣)
- 新シリーズには旧作に出演したバセットハウンドの子が出演し、役を務めた[注釈 17]。

パートナー
- コロンボは通常相棒を持たず、単独で捜査にあたる。しかし本物の刑事はパートナーと組んで捜査にあたることもあり、エピソードによっては協力して捜査にあたる相棒が登場する。第11話「悪の温室」では、警察大学（入学前は殺人課に1年在籍）を出たてのフレデリック・ウィルソン刑事（ボブ・ディシー）が登場。愛称はフレディ。警察大学で科学捜査を学び新しい捜査技術に明るい。丹念に事件の裏付けをたどって真相に行き着くコロンボとは対照的であり「あの人とは捜査の仕方が違う」とコロンボに批判的な態度をとっていた[注釈 18]。第36話「魔術師の幻想」に再登場。コロンボに対する認識が11話の頃と変わっており、「また警部とご一緒できて光栄です」と慕うようになっている。
- また同じ殺人課に配属されており、コロンボの担当する事件のサポートをしていると思われる刑事として、第28話「祝砲の挽歌」のほか第31、34、37話に登場するジョージ・クレイマー刑事（ブルース・カービー）がいる。常識的な捜査を行うが、コロンボの突飛な推理と単独捜査に面食らうキャラクターとして描かれている。シリーズ再開後の第52話「完全犯罪の誤算」や、スペシャル版第65話「奇妙な助っ人」でもコロンボの相棒となる刑事[注釈 19]として登場し、久々に息の合ったところを見せてくれた。なお、カービィは「毒のある花」でビューティー・マーク社の廃棄物処理担当員、「秒読みの殺人」でテレビの修理屋として登場している。
- 部下（格下）・鑑識官からはその捜査能力を高く評価されているらしく、何気ない事故（に見せかけた殺人）ですらコロンボが特異的な行動を始めるとそれが単なる事故でないことを皆が予感するシーンが存在する。上司にも勝手な行動を除けば腕は買われている様子。
- コロンボはあまりお金を持ち歩かないので、コロンボが飲食店などでお金が足らず支払いができない場合には相棒が代わりに払わされることが多い。

プジョー・403
- 愛車である1959年式のプジョー・403カブリオレのプレートナンバーは044 APD、「4」はLの字に縦棒一本入れるイメージであり下4桁を見ると「LAPD」となる。これはコロンボの所属するロサンゼルス市警の略称（Los Angeles Police Department）と一致する。ただし新シリーズではナンバーは変わっている。
- シガレットライターに繋ぐ形式のパトランプを積んでいるが、シガレットライターが壊れていることもあって一度も使用されたことがない（新シリーズ54話「華麗なる罠」）。
- 第43話「秒読みの殺人」冒頭で衝突事故を起こして車両後部が大きく破損している。これは旧シリーズ最終エピソードである第45話「策謀の結末」の時点でも完全には直っておらず、ボディ後部に歪みが残っていることが確認できる。
- ほとんどの場合に幌をつけたまま登場しているが、第7話「もう一つの鍵」、第16話「断たれた音」、第37話「さらば提督」、新シリーズ第58話「影無き殺人者」において幌を開けた姿を見せている。

## 音楽
本編のBGMを担当した作曲家を記述。（ ）は担当エピソード（第14話はクレジットなし）。
- デイヴ・グルーシン（1話）
- ビリー・ゴールデンバーグ（2・3・6・7・15・22・25話） ※第7話でエミー賞にノミネート
- ギル・メレ（4・5・8・9話）
- ディック・デ・ベネディクティス（10・12・13・16-21・23-26・29・39・61-68話）
- オリヴァー・ネルソン（11話）
- ベルナルド・セガール（27・28・30・31・33-38話）
- ジェフ・アレギザンダー（32話）
- ボブ・プリンス（40話）
- パトリック・ウィリアムズ（41・43-45・47・48・50・55・60話） ※第41話と第47話でエミー賞にノミネート
- ジョナサン・チューニック（42話）
- ジョン・カカヴァス（46・49・57話）
- デニス・ドレイス（51話）
- デヴィッド・マイケル・フランク（52話）
- リチャード・マーコウィッツ（53話）
- ジェームズ・ディ・ パスカル（54・56話）
- スティーヴ・ドーフ（58・59話）
- ケン・ジョーダン（69話）
- ジム・レイサム（69話）

### テーマ曲
日本で一般に「刑事コロンボのテーマ」として知られている曲は、『コロンボ』を含む4作のテレビシリーズをローテーション放送していた『NBCミステリー・ムービー』のテーマ曲である（原題："Mystery Movie Theme"、作曲：ヘンリー・マンシーニ）。NHKでの放送時にこの曲がオープニングとエンディングで流され、「刑事コロンボのテーマ」として定着した。
本国アメリカでは途中から放送枠変更に伴い使用されなくなったが、日本では独自のOP・ED映像で使用され続けた。
もうひとつの「コロンボのテーマ」と呼ばれる曲は、アメリカの古い歌 "This Old Man" で、劇中でコロンボが頻繁に口笛を吹いたり口ずさんだりしている。「死者のメッセージ」などではピアノを弾く場面もある。

## 受賞歴
プライムタイム・エミー賞
- 作品賞・ミニシリーズ部門（1974年）
- 主演男優賞・ドラマ部門：ピーター・フォーク（1972年、1976年、1990年）
- 主演男優賞・ミニシリーズ部門：ピーター・フォーク（1975年）
- 助演男優賞・ドラマ部門：パトリック・マクグーハン（1975年、1990年）
- 助演女優賞・ドラマ部門：フェイ・ダナウェイ（1994年）
- 脚本賞・ドラマ部門：リチャード・レビンソン、ウィリアム・リンク（1972年）

エドガー賞
- 最優秀エピソード（テレビシリーズ）：ロバート・ヴァン・スコヤック「美食の報酬」（1979年）
- 特別賞：リチャード・レビンソン&ウィリアム・リンク（『刑事コロンボ』、『エラリー・クイーン』）（1979年）

ゴールデングローブ賞（テレビ部門）
- 作品賞（ドラマ部門）（1972年）
- 男優賞（ドラマ部門）：ピーター・フォーク（1972年）

## 日本語版

### 放送について
- 日本語版の放送は当初NHKがテスト用に持っていたUHFチャンネルで1972年8月27日に放送され、その後NHK総合で同年12月31日より放送された[18]。NHK総合でのレギュラー放送は1981年12月26日放送の第40話「殺しの序曲」が最後となった。
- その後旧シリーズ再放送や新シリーズは、民放テレビの2時間枠で放送されるようになる。1982年に日本テレビが放映権を購入し、『水曜ロードショー』→『金曜ロードショー』の一企画扱いで不定期放送。日本テレビが製作した日本語音声は、NHK放送時に独自キャストであったものが民放キャストに変更されている（ジーン・バリーが瑳川哲朗から「バークにまかせろ」の若山弦蔵に、ウィリアム・シャトナーが山城新伍から「宇宙大作戦」の矢島正明に、ロバート・カルプが梅野泰靖から「アメリカン・ヒーロー」の小林修に）。
- 2003年10月12日に『NHKアーカイブス』で放送された「別れのワイン」ではオープニングとエンディングの映像はNHK総合での放送当時のものを使い、本編の映像は『金曜ロードショー』で放送された際の映像に差し替えられていた。
- 2009年1月3日から2010年6月11日にかけて、毎週土曜日にNHK-BShiで『新刑事コロンボ』を含めた全69話が放送された。2009年10月8日から2011年3月3日まではBS2でも再放送された。
  - なお映像はハイビジョン対応にHDリマスターされたノーカット版を使うため、NHK総合及び日本テレビでの本放送当時の映像と異なる。また、新シリーズは初回放送時に削られたシーンの追加吹き替えが新規収録された。吹替えスタッフの名前は翻訳者の名前のみ表記され、追加録音部分は声の出演者名、演出翻訳などのスタッフ名も表記されていない。そのほか、旧シリーズの最終話「策謀の結末」の吹き替えは、小池版音源を紛失していたため石田版を放送する予定だったが、1987年5月1日に日本テレビ『金曜ロードショー』で放送されたものを、家庭用ビデオで録画したテープが関係者（下記の著作がある町田暁雄）からNHKへ寄せられたため、2010年6月11日の放送では小池版に差し替えられ、十数年ぶりに小池版が復活した[19]。しかし、ノーラン夫人のセリフ「And make sure that Mr.Moore puts the money in the right account」の吹替えが、小池版の「ムーアさんが手落ちなくやるように見届けなさい」ではなく、石田版の「ただし、何が一番大事かは私が決めますからね」が使われている。
- 2011年7月3日にNHK総合の『NHKとっておきサンデー』枠内で、ピーター・フォークの逝去に伴う追悼番組として「構想の死角」がアンコール放送された（アナログ・デジタルともモノラル二重音声でデジタル放送では4:3画角情報を付加。字幕放送は本作品放送時のみ収録番組と同様タイムラグなしで表示）。また、BSプレミアムでも7月4日から6日の3日間にわたり過去の名作3本がアンコール放送された（同様にアナログ・デジタルともモノラル二重音声でデジタル放送では4:3画角情報を付加。アナログ放送は4:3コンバートで放送し、「アナログ放送終了まであと○○日！」のカウントダウン表示と問合せ先の電話番号表示は一時消去）。
- 2015年10月3日からBS-TBSで、無料放送の民放では初めて[20] HDリマスターされた全69エピソードが放送されている[21]。
- 2018年11月10日からNHK BSプレミアムにて厳選20話が放映される他、12月31日からは、NHK BS4Kにて4Kリマスター版で全69話を放送[22]、2021年9月18日からNHK BSプレミアムにて再放送。

### 吹き替え声優
- 日本語版でのコロンボの声は、旧シリーズでは小池朝雄が担当した。小池が1985年に死去したため、新シリーズには石田太郎が起用された。第67話以降の3本はWOWOWで日本初放映されたため、地上波で石田が吹き替えたものの他に銀河万丈が吹き替えたものが存在する。例外的に第69話はWOWOWの銀河版しか吹き替えがなかったが、Blu-ray版発売の折に石田による吹き替えが新録されている。
- 小池は当時舞台俳優として実力を広く認められていたものの、映画、テレビに出演した際の役柄は悪役が大部分（それも類型的な悪代官キャラクターよりは、異常性や残虐さを強調した役が多い）であり、かなり思い切った起用であった。しかし、結果として小池の独得の台詞回しは大きな人気を集め、一躍その名がお茶の間に知られることとなった。
- 小池の没後に放送された新シリーズでは石田が2代目に抜擢されたが関係者向けの資料によると、日本テレビが番組を買い付けて[23]から石田に決まるまでに2年近くの時間を要し、放送決定後に10名の候補者を絞り込んだ上で石田に決まったという。吉田啓介によると石田の登板は早くから持ち上がっていたものの[注釈 22]、同時に懸念の意見もあり、小池が顔出しの俳優だったことから同様の俳優を起用するなどキャスティングが模索された[24]。結局は先代の小池に配慮して有名俳優の起用は見送り、視聴者に馴染みのある小池のイメージに寄せる方針で石田に落ち着いた。また小池の逝去を知らない視聴者に「イメージが違う」という先入観を持たせないように石田の2代目決定は大々的には発表されなかった。制作側の希望条件である小池と雰囲気が似ている役者ということでコロンボ役を継いだ石田は、イメージを壊さないようにとの要請に苦労したという。また、放送後の視聴者からの問い合わせを見込んで石田のプロフィールを一時期公開していた。
- 第1、10話は小池による吹き替えが2種存在している。第1話目はNHKでコロンボが初放映されたエピソードだが、のちからするとセリフなどに違和感を覚える吹き替えであったため、日本テレビでの最初の放送の際（1983年4月4日特番枠）に小池で新たな吹き替えが録音された。ソフト版にはこの新録が使われ、最初の吹き替えは収録されていない。Blu-ray版には日本テレビ版と併せて現存するラスト14分のみ収録されている。
第10話はより多くのCMを入れたいという米テレビ局の要望により試験的に90分版と120分版（それぞれCMを含めた時間）が制作されていたが、NHKで放映されたものは90分版を吹き替えたものだった。のちに日本テレビが1983年8月3日『水曜ロードショー』にて「完全版初登場!!」として放映したのは120分版の方で、これも小池で新たな吹き替えが制作された。ソフト版はこの120分版で、90分版はDVDのVol.5に付けられたボーナス・ディスクとBlu-rayに収録されている（なお90分版吹替音声はBlu-rayのみ収録、また現行ではDVDのボーナス・ディスクは付いていない）。
- 第11、26、45話は民放局での放送時に石田版が制作されており、NHK以外での再放映時にはこちらが使われることが多かったが、第45話のみDVD発売時に小池版を紛失していたため石田版が収録されている。しかし2011年発売のBlu-ray版には、前述のとおり衛星ハイビジョンの放送で復活した小池版も併せて収録されたほか、石田版の第11、26話も初収録された。石田の記憶に依れば「祝砲の挽歌」の新吹替版も存在するが、お蔵入りになったという[25]。
- 本作は独特なコロンボの台詞のニュアンスを生かした額田やえ子の翻訳（「うちのカミさんがね……」の台詞が知られる）[26][注釈 24]に、コロンボのキャラクターと小池の吹き替えのハマリ具合が重り、洋画が吹き替えによって作品の魅力を高めることに成功した代表的な例となった。

### 追加録音版
- 字幕版のビデオを数本販売した後、1997年から2000年にかけて吹替版のVHSが発売された。
- 本編はノーカット版の為、最初にNHKで放映された際、又は日テレでの再放送時にカットされ、吹替が欠落している箇所の追加録音が行われた[注釈 25]。制作は東北新社が担当、コロンボを銀河が吹き替え[注釈 26]、犯人役の声優は本人の再登板および物故あるいは引退している場合は他の声優が代役を務めた。
- 新シリーズはNHK-BShiで2009年に放送された際にカット部分の追加吹き替えが行われた。この時はオリジナル部分と同じくグロービジョンが制作を担当し、コロンボ役の石田をはじめ当時と同じ声優がほぼそのまま起用された。

### 日本語版制作スタッフ
| 役職 | 旧シリーズ                          | 旧シリーズ追加部分 | 新シリーズ                          | 新シリーズWOWOW版 | 新シリーズ追加部分 | 最終話BD版     |
| ---- | ----------------------------------- | ------------------ | ----------------------------------- | ----------------- | ------------------ | -------------- |
| 演出 | 左近允洋                            | 伊達康将           | 左近允洋（46-63） 壺井正（64-68）   | 伊達康将          | 吉田啓介           | 吉田啓介       |
| 翻訳 | 飯嶋永昭（1-9） 額田やえ子（10-45） | 岸田恵子 野口尊子  | 額田やえ子（46-66） 鈴木導（67-68） | 岸田恵子          | 粟谷恭子           | 岸田恵子       |
| 制作 | グロービジョン                      | 東北新社           | グロービジョン                      | 東北新社          | グロービジョン     | グロービジョン |

- 字幕翻訳：岸田恵子、田村幸生

## 映像ソフト

### VHS・レーザーディスク
旧シリーズは1990年代にCIC・ビクター ビデオ（後のNBCユニバーサル・エンターテイメントジャパン）からはVHSが、パイオニアLDCからはレーザーディスクが発売されている。テレビ放送の際にカットされたシーンは、レーザーディスクでは原語に日本語字幕で対応したが、VHSでは新たに日本語吹き替えが行われた。後に発売されたDVD・Blu-ray Discにも、この追加された日本語吹き替えが収録されている。

### DVD
発売元はユニバーサル・スタジオ・ホーム・エンターテイメント。
| 商品名                                                                  | 収録話                  | 発売日                                  | 発売日                                | 発売日                                |
| 商品名                                                                  | 収録話                  | リージョン1 (R1) （アメリカ合衆国など） | リージョン2 (R2) （西ヨーロッパなど） | リージョン4 (R4) （中央アメリカなど） |
| ----------------------------------------------------------------------- | ----------------------- | --------------------------------------- | ------------------------------------- | ------------------------------------- |
| The Complete First Season                                               | 第1 - 9話               | 2004年9月7日                            | 2004年9月13日                         | 2004年12月3日                         |
| The Complete Second Season                                              | 第10 - 17話             | 2005年3月8日                            | 2005年7月18日                         | 2005年7月13日                         |
| The Complete Third Season                                               | 第18 - 25話             | 2005年8月9日                            | 2005年11月14日                        | 2006年7月20日                         |
| The Complete Fourth Season                                              | 第26 - 31話             | 2006年3月14日                           | 2006年9月18日                         | 2006年9月19日                         |
| The Complete Fifth Season                                               | 第32 - 37話             | 2006年6月27日                           | 2007年2月12日                         | 2007年                                |
| The Complete Sixth & Seventh Seasons                                    | 第38 - 45話             | 2006年11月21日                          | 2007年4月30日                         | 2007年5月2日                          |
| The Complete Eighth Season (R2)                                         | 第46 - 49話             | なし                                    | 2008年3月31日                         | なし                                  |
| The Complete Ninth Season (R2/R4)                                       | 第50 - 55話             | なし                                    | 2009年3月30日                         | 2009年5月6日                          |
| The Tenth Season – Volume 1 (R2/R4) The Tenth Season – Volume 2 (R2/R4) | 第56 - 63話 第64 - 69話 | なし                                    | 2009年6月15日 2009年7月27日           | 2009年7月28日 2009年11月10日          |
| The Mystery Movie Collection 1989(R1/R4)                                | 第46 - 50話             | 2007年4月24日                           | なし                                  | 2008年6月4日                          |
| The Mystery Movie Collection 1990                                       | 第51 - 56話             | 2009年2月3日                            | なし                                  | なし                                  |
| The Mystery Movie Collection 1991–1993                                  | 第57 - 62話             | 2011年2月8日                            | なし                                  | なし                                  |
| The Mystery Movie Collection 1994–2003                                  | 第63 - 69話             | 2012年1月10日                           | なし                                  | なし                                  |
| Columbo: The Complete Series                                            | 第1 - 69話              | 2012年10月16日                          | 2009年10月19日                        | 未発売                                |

#### DVDコレクション
デアゴスティーニ・ジャパンより、DVD付き分冊百科が刊行されている。
- 刑事コロンボDVDコレクション（2007年10月09日 - 2009年06月23日（隔週刊）、全45号）[28]
  - 毎号1作ずつの解説本にDVDが付属。旧シリーズ全45作を配刊。
- 新・刑事コロンボDVDコレクション（2013年5月14日 - 2015年12月22日（隔週刊）、全69号）[29]
  - こちらも毎号1作ずつの解説本にDVDが付属。こちらは全69作を配刊。1号から24号までが新シリーズ、25号から69号が旧シリーズ。なお、旧シリーズ分は上記『刑事コロンボDVDコレクション』と同じ内容。

### Blu-ray Disc
日本では、2011年6月23日に死去したコロンボ役のピーター・フォークに追悼の意を込め、ジェネオン・ユニバーサル・エンターテイメントジャパンから2011年12月2日に全69話を収録したBlu-ray BOX『刑事コロンボ コンプリート ブルーレイBOX』（品番：GNXF-1245）が発売された。
映像は2009年に衛星ハイビジョンで放送されたHDリマスター版を使用し、存在する日本語吹き替えを全て収録している（「殺人処方箋」NHK版はラスト14分のみ）。また、衛星ハイビジョンでの放送に伴い収録された、新シリーズの欠落シーン追加吹き替えも収録されている。デイヴ・グルーシン、ビリー・ゴールデンバーグ、ギル・メレ、オリヴァー・ネルソン、パトリック・ウィリアムズなどがBGMを担当した回の内10作品にBGMや効果音のみを聞ける「音楽&SEトラック」が収録されている。その他に解説や追加吹き替えキャストを含めた吹き替えキャスト名などが掲載された「刑事コロンボ完全版ブックレット」が付属している。初回生産分には「殺人処方箋」NHK版日本語吹替収録に使われた台本の縮小復刻版が付属していた。
Blu-ray BOX発売に伴い、石田太郎版の日本語吹き替えが存在していなかった第69話の新規収録が行われ、犯人役を俳優の香川照之が担当した。
アメリカでは第1-7シーズンのエピソードを4K修復したリマスターBlu-ray BOXが2023年11月に発売予定。

## 小説版

### 概要
以下の小説版については放映された番組から独自に書き起こしたもの、脚本から小説化したものなど形態は多々存在する。そのためストーリーやトリックなどに相違点がある場合がある。著者ウィリアム・リンクとリチャード・レビンソンとして訳者名が記載されていてもそれは訳者（を名乗る者）による日本独自のノベライゼーションであり、元になった英語の小説というものは存在せず、リンクとレビンソンはプロデューサーとして名を出しているに過ぎない。

#### 放送された作品のノベライズ
竹書房文庫
二見書房より新書版 （サラ・ブックス） で発行されたものの復刻版。新書版では「愛情の計算」を除く旧シリーズ44話に加え、オリジナル小説が出版されていた。
| タイトル                                        | 著者                    | 訳者       | 発売日         | ISBNコード         |
| ----------------------------------------------- | ----------------------- | ---------- | -------------- | ------------------ |
| 刑事コロンボ 殺人処方箋/Prescription：Murder    | W・リンク/R・レビンソン | 石上三登志 | 2006年11月30日 | ISBN 9784812425244 |
| 刑事コロンボ 死者の身代金/Ransom For A Dead Man | W・リンク/R・レビンソン | 三谷茉沙夫 | 2007年1月26日  | ISBN 9784812425251 |
| 刑事コロンボ 構想の死角/Murder By The Book      | スティーヴン・ボチコ    | 石上三登志 | 2007年3月30日  | ISBN 9784812425558 |
| 刑事コロンボ 指輪の爪あと/Death Lends A Hand    | W・リンク/R・レビンソン | 喜多村寿信 | 2007年5月25日  | ISBN 9784812425565 |

二見書房文庫
| タイトル                                                      | 著者                    | 訳者         | 発売日         | ISBNコード         |
| ------------------------------------------------------------- | ----------------------- | ------------ | -------------- | ------------------ |
| カリブ海殺人事件/Uneasy Lies The Crown                        | スティーブン・ボチコ    | 野村光由     | 1988年6月25日  | ISBN 9784576920221 |
| 忘れられた女/Forgotten Lady                                   | W・リンク/R・レビンソン | 野村光由     | 1988年7月30日  | ISBN 9784576880723 |
| 自縛の紐/An Exercise In Fatality                              | W・リンク/R・レビンソン | 飯嶋永昭     | 1988年8月25日  | ISBN 9784576880914 |
| 死者のメッセージ/Try And Catch Me                             | W・リンク/R・レビンソン | 野村光由     | 1988年10月25日 | ISBN 9784576881119 |
| さらば提督/Last Salute To The Commodore                       | W・リンク/R・レビンソン | 野村光由     | 1988年12月25日 | ISBN 9784576881447 |
| 仮面の男/Identity Crisis                                      | W・リンク/R・レビンソン | 三谷茉沙夫   | 1989年1月25日  | ISBN 9784576881614 |
| 権力の墓穴/A Friend In Deed                                   | W・リンク/R・レビンソン | 野村光由     | 1989年3月30日  | ISBN 9784576890340 |
| 第三の終章/Publish Or Perish                                  | W・リンク/R・レビンソン | 野村光由     | 1989年7月25日  | ISBN 9784576890883 |
| 懐かしき殺意/Old Fashioned Murder                             | W・リンク/R・レビンソン | 谷崎晃一     | 1990年1月25日  | ISBN 9784576891859 |
| 悪の温室/The Greenhouse Jungle                                | W・リンク/R・レビンソン | 野村光由     | 1990年7月25日  | ISBN 9784576900704 |
| 二つの顔/Double Shock                                         | W・リンク/R・レビンソン | 野村光由     | 1990年10月25日 | ISBN 9784576901060 |
| 秒読みの殺人/Make Me A Perfect Murder                         | W・リンク/R・レビンソン | 小鷹信光     | 1991年1月25日  | ISBN 9784576901565 |
| 殺しのマジック/Columbo Goes To The Guillotine                 | W・リンク/R・レビンソン | 大久保寛     | 1991年4月23日  | ISBN 9784576910574 |
| 死の記念日/Grand Deceptions                                   | W・リンク/R・レビンソン | 白石朗       | 1991年8月26日  | ISBN 9784576910802 |
| 狂ったシナリオ/Murder, Smoke And Shadows                      | W・リンク/R・レビンソン | 河原畑寧     | 1991年10月23日 | ISBN 9784576911304 |
| 消える女/Columbo Cries Wolf                                   | W・リンク/R・レビンソン | 大崎航治     | 1992年3月24日  | ISBN 9784576920221 |
| 影のアトリエ/Murder, A Self Portrait                          | W・リンク/R・レビンソン | 北沢遙子     | 1992年6月29日  | ISBN 9784576920986 |
| 5時30分の目撃者/A Deadly State Of Mind                        | W・リンク/R・レビンソン | 野村光由     | 1992年11月25日 | ISBN 9784576921501 |
| 夜の仮装/Sex And The Married Detective                        | W・リンク/R・レビンソン | 谷崎晃一     | 1993年3月30日  | ISBN 9784576930459 |
| 策謀の結末 & 美食の報酬/The Conspirators & Murder Under Glass | W・リンク/R・レビンソン | 河原畑寧     | 1993年12月25日 | ISBN 9784576931654 |
| ロンドンの傘/Dagger Of The Mind                               | W・リンク/R・レビンソン | 飯嶋永昭     | 1994年5月25日  | ISBN 9784576940632 |
| 死のポートレート/Negative Reaction                            | W・リンク/R・レビンソン | 飯嶋永昭     | 1994年10月25日 | ISBN 9784576941387 |
| 殺しの序曲/The Bye-Bye Sky High I.Q. Murder Case              | W・リンク/R・レビンソン | 円谷夏樹     | 2000年3月31日  | ISBN 9784576005461 |
| 大当たりの死/Death Hits The Jackpot                           | W・リンク/R・レビンソン | 朝松健       | 1994年2月14日  | ISBN 9784576940274 |
| 殺人ゲーム/Columbo Goes To College                            | W・リンク/R・レビンソン | 小林恵・奥裕 | 1994年11月24日 | ISBN 9784576941844 |
| 危険な声/Butterfly In Shades Of Grey                          | W・リンク/R・レビンソン | 松尾未来     | 1995年3月24日  | ISBN 9784576950525 |
| 最期の一服/Smokescreen                                        | W・リンク/R・レビンソン | 小鷹信光     | 1995年10月25日 | ISBN 9784812425251 |
| 死者のギャンブル/A Bird In The Hand...                        | W・リンク/R・レビンソン | 谷崎晃一     | 1996年3月25日  | ISBN 9784812425251 |
| 幻のダービー馬/Strange Bedfellows                             | W・リンク/R・レビンソン | 小鷹信光     | 1996年10月25日 | ISBN 9784576961439 |
| 奇妙な棺/It's All In The Game                                 | W・リンク/R・レビンソン | 北沢遙子     | 1997年4月2日   | ISBN 9784576970370 |
| 探偵の条件/Columbo And The Murder Of A Rock Star              | W・リンク/R・レビンソン | 小鷹信光     | 1997年6月26日  | ISBN 9784576970783 |
| 二つめの死体/A Trace Of Murder                                | W・リンク/R・レビンソン | 小鷹信光     | 1997年12月10日 | ISBN 9784576971902 |
| 死の引受人/Ashes To Ashes                                     | W・リンク/R・レビンソン | 大倉崇裕     | 2000年9月27日  | ISBN 9784576006635 |

#### 小説のみの作品
全て二見書房文庫。「殺人依頼」のみハードカバー（出版は同じ二見書房）。
| タイトル                              | 著者                                           | 訳者                 | 発売日               | ISBNコード           |
| オリジナル小説邦訳版                  | オリジナル小説邦訳版                           | オリジナル小説邦訳版 | オリジナル小説邦訳版 | オリジナル小説邦訳版 |
| ------------------------------------- | ---------------------------------------------- | -------------------- | -------------------- | -------------------- |
| 13秒の罠/The Dean's Death             | アルフレッド・ローレンス                       | 三谷茉沙夫           | 1988年4月25日        | ISBN 9784576880266   |
| 血文字の罠/The Helter Skelter Murders | W・リンク/R・レビンソン/ウイリアム・ハリントン | 谷崎晃一             | 1999年12月9日        | ISBN 9784576992075   |
| 人形の密室/A Christmas Killing        | アルフレッド・ローレンス                       | 小鷹信光             | 2001年2月28日        | ISBN 9784576007595   |
| 硝子の塔/The Secret Blueprint         | スタンリー・アレン                             | 大妻裕一             | 2001年7月23日        | ISBN 9784576010625   |
| 没シナリオ・シノプシスの小説化作品    |                                                |                      |                      |                      |
| 歌う死体/The Last of the Redcoats     | W・リンク/R・レビンソン                        | 北沢遙子             | 1995年3月24日        | ISBN 9784576950525   |
| サーカス殺人事件/Roar of the Crowd    | W・リンク/R・レビンソン                        | 小鷹信光             | 2003年3月24日        | ISBN 9784576022284   |
| 殺人依頼/Match Play for Murder        | W・リンク/R・レビンソン                        | 小鷹信光             | 1999年6月2日         | ISBN 9784576991092   |

### その他の小説版

#### 刑事コロンボ 13の事件簿
副題は「黒衣のリハーサル」。ウィリアム・リンクの単著。翻訳は町田暁雄。
収録作品：緋色の判決/失われた命/ラモント大尉の撤退/運命の銃弾/父性の刃/最期の一撃/黒衣のリハーサル/禁断の賭け/暗殺者のレクイエム/眠りの中の囁/ 歪んだ調性/写真の告発/まちがえたコロンボ
- 論創社刊（論創海外ミステリ108）、2013年8月2日発行、ISBN 9784846012557

#### 刑事コロンボの帰還
同名書籍に収録されているアンソロジー作品集。
| タイトル           | 著者     |
| ------------------ | -------- |
| 殺意のワイン       | 樹林伸   |
| ゴールデンルーキー | 大倉崇裕 |
| 奪われた結末       | 降田天   |
| コロンボの初仕事   | 七尾与史 |
| 紙入謎一寸徳兵衛   | 山口雅也 |

- 二見書房刊、2020年10月23日発売、ISBN 9784576201696

## ミセス・コロンボ
『刑事コロンボ』（旧シリーズ）終了後、NBCによって『刑事コロンボ』を意識した作品『ミセス・コロンボ』（Mrs. Columbo のち数回にわたり改題。1979年 - 1980年放送）が制作された。ときおり挿入されるミセス・コロンボの家のカットでは、ミセス・コロンボの乗る車に加えてぼろぼろのプジョー403が写っている。しかし、『ミセス・コロンボ』は『刑事コロンボ』スタッフの反対を押し切って制作されたもので、ファンの支持も得られず、制作側（ユニバーサル）もミセス・コロンボがコロンボ夫人と同一人物であることを否定した。このため『ミセス・コロンボ』も路線変更を余儀なくされ、結局打ち切りとなった。